# Alstom Coradia LINT

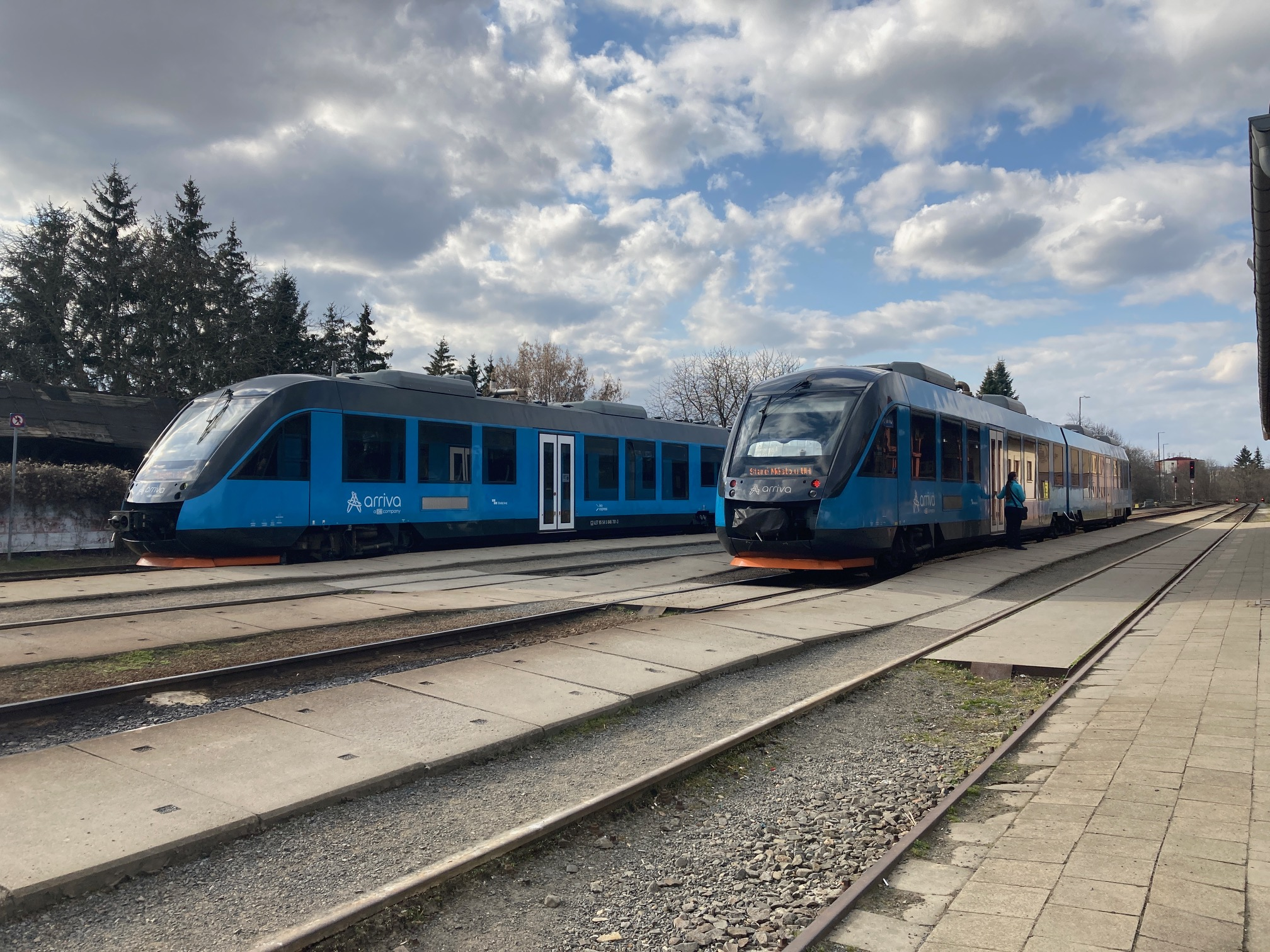
Dvě motorové jednotky 846 (LINT 41) v Uherském Hradišti.

Alstom Coradia LINT jsou motorové vozy a jednotky vyráběné společností Alstom od roku 1999. LINT je zkratka pro německé „leichter innovativer Nahverkehrstriebwagen“ (lehký inovativní místní motorový vůz). Byl navržen společností Linke-Hofmann-Busch (LHB), která je od roku 1996 součástí skupiny Alstom.

## Popis
Typové označení udává délku vozidla:
Jednočlánkový LINT 27 (v Česku řada 832) je dlouhý 27,26 m, dvoučlánkový LINT 41 (v Česku řada 846) s Jakobsovým podvozkem měří 41,89 m. V roce 2013 byl představen dvoučlánkový LINT 54 a tříčlánkový LINT 81. Střední část jednotky je nízkopodlažní.
V České republice rekonstruované vozy provozují dopravci Leo Express Tenders a ARRIVA vlaky na Orlickoústecku a na Zlínsku.

### LINT 27

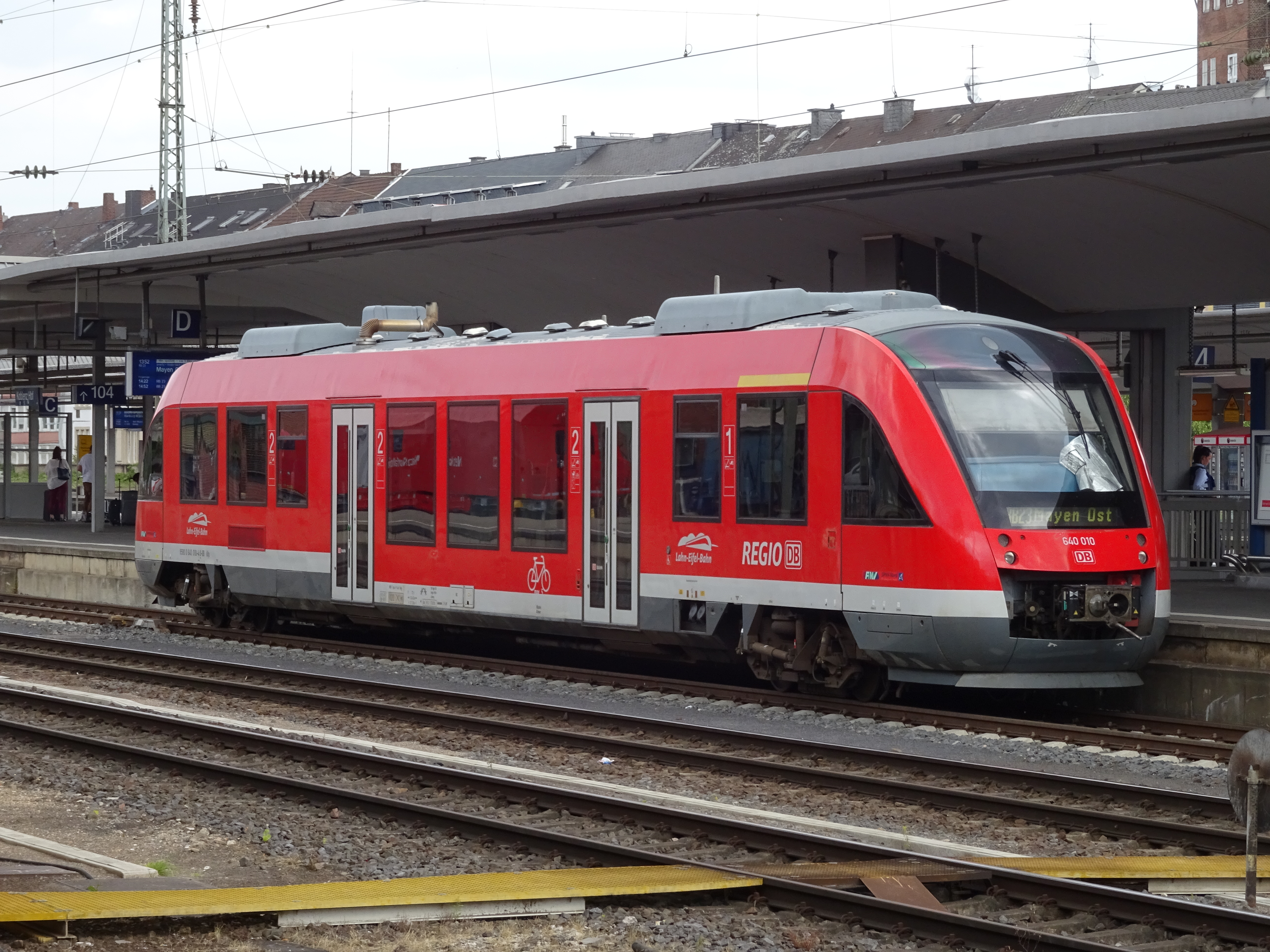
DB LINT 27
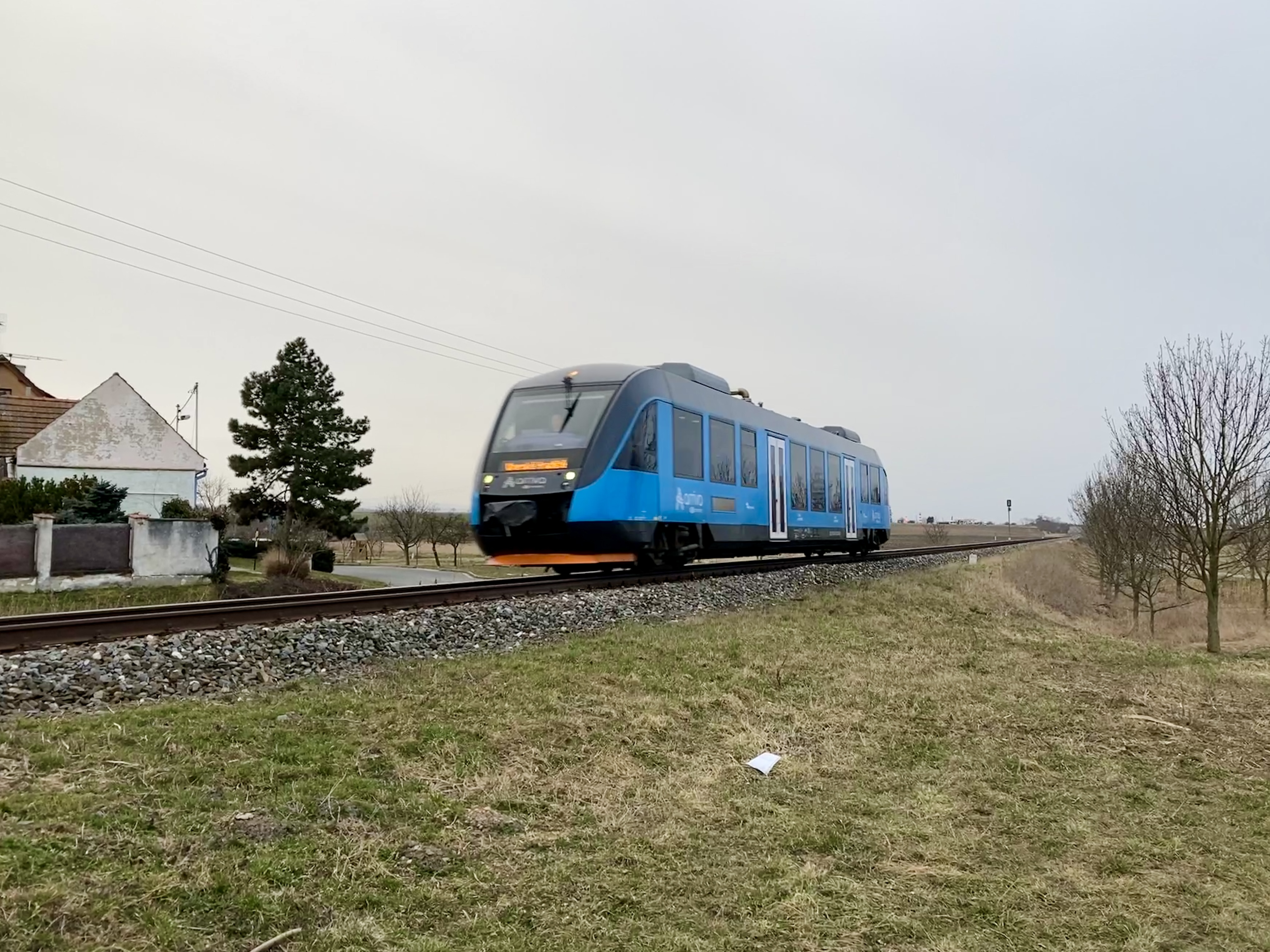
LET LINT 27

Jednočlánkový LINT 27 má jeden motor o výkonu 315 kilowattů a jeho maximální rychlost je 120 km/h. Vůz má 52 míst k sezení 2. třídy a 8 míst 1. třídy. V jedné soupravě je možné provozovat až tři vozy.
Vozy jsou provozovány zejména v Severním Porýní-Vestfálsku.

### LINT 41 a LINT 54

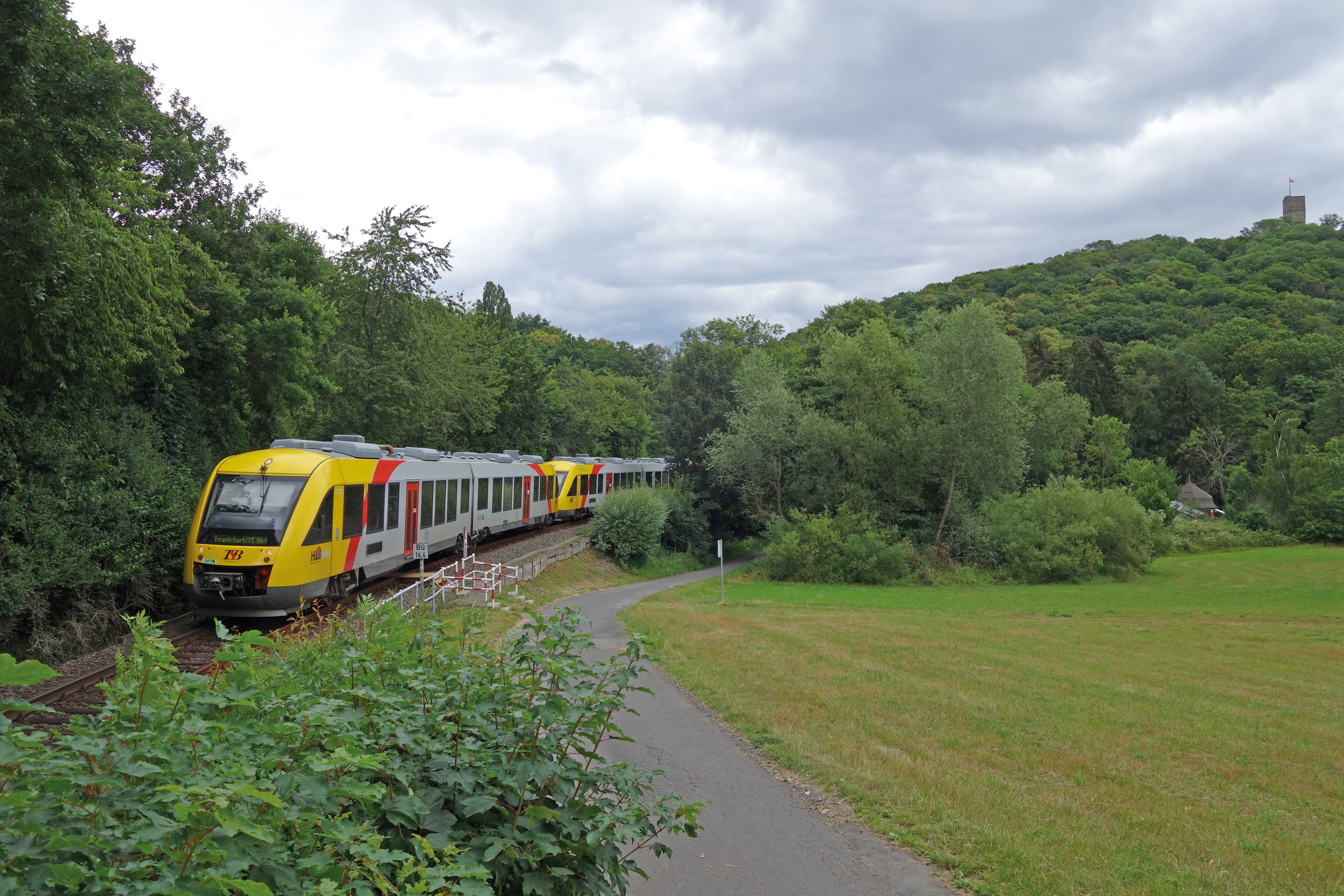
LINT 41 společnosti Hessische Landesbahn pod hradem Königstein směřující do Frankfurtu
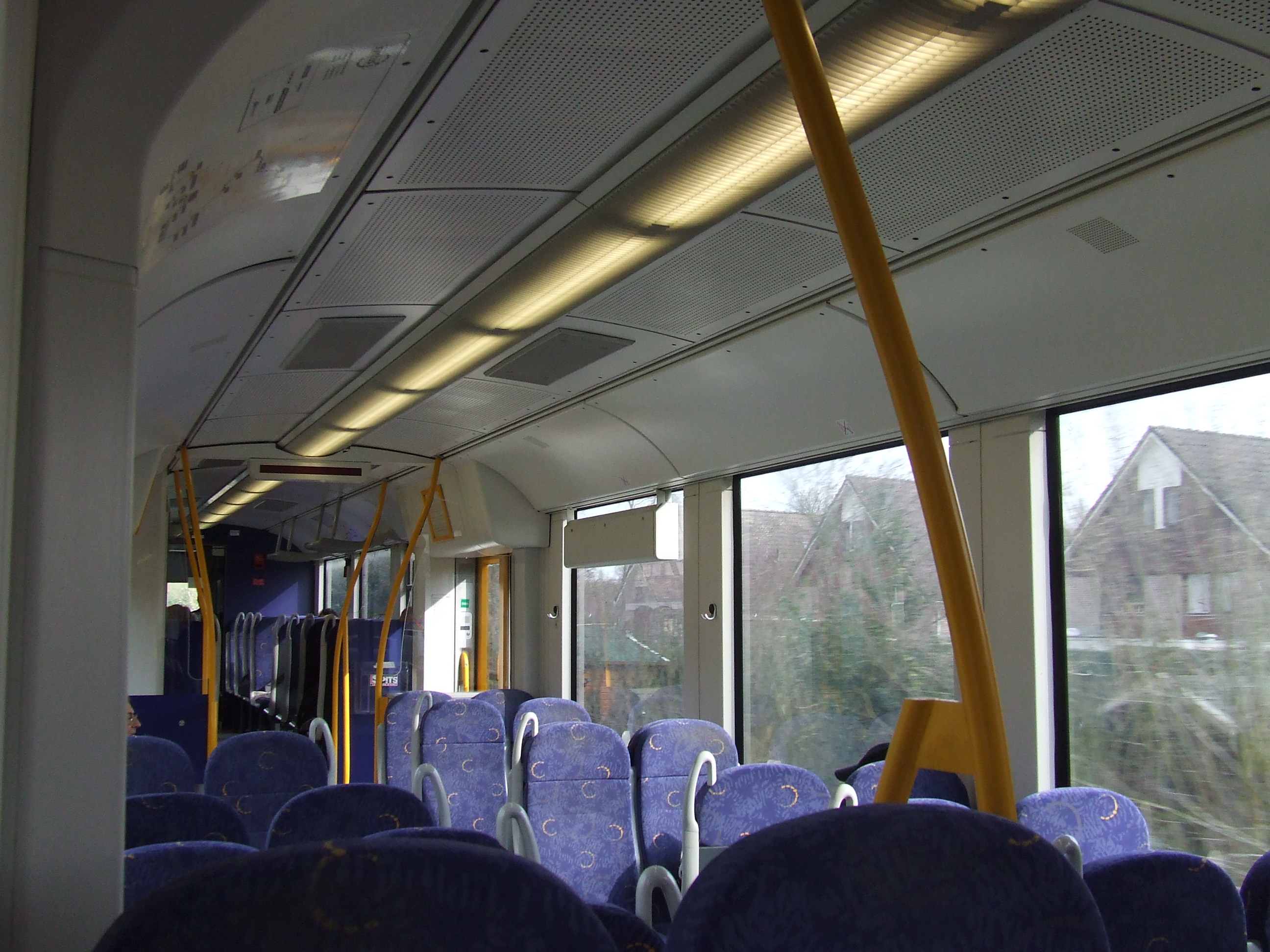
Interiér
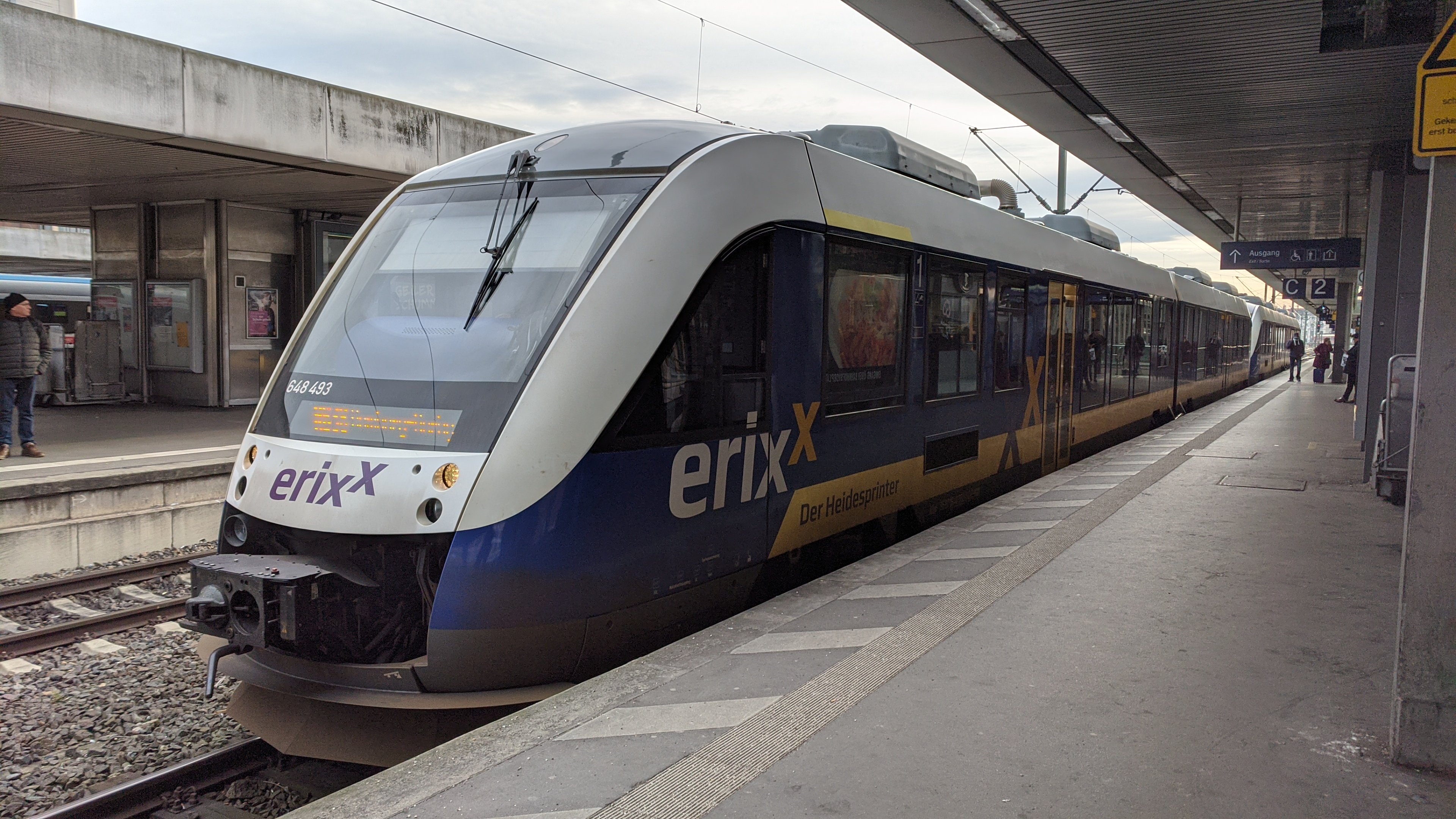
Jednotka LINT 41 společnosti Erix na nádraží v Hannoveru
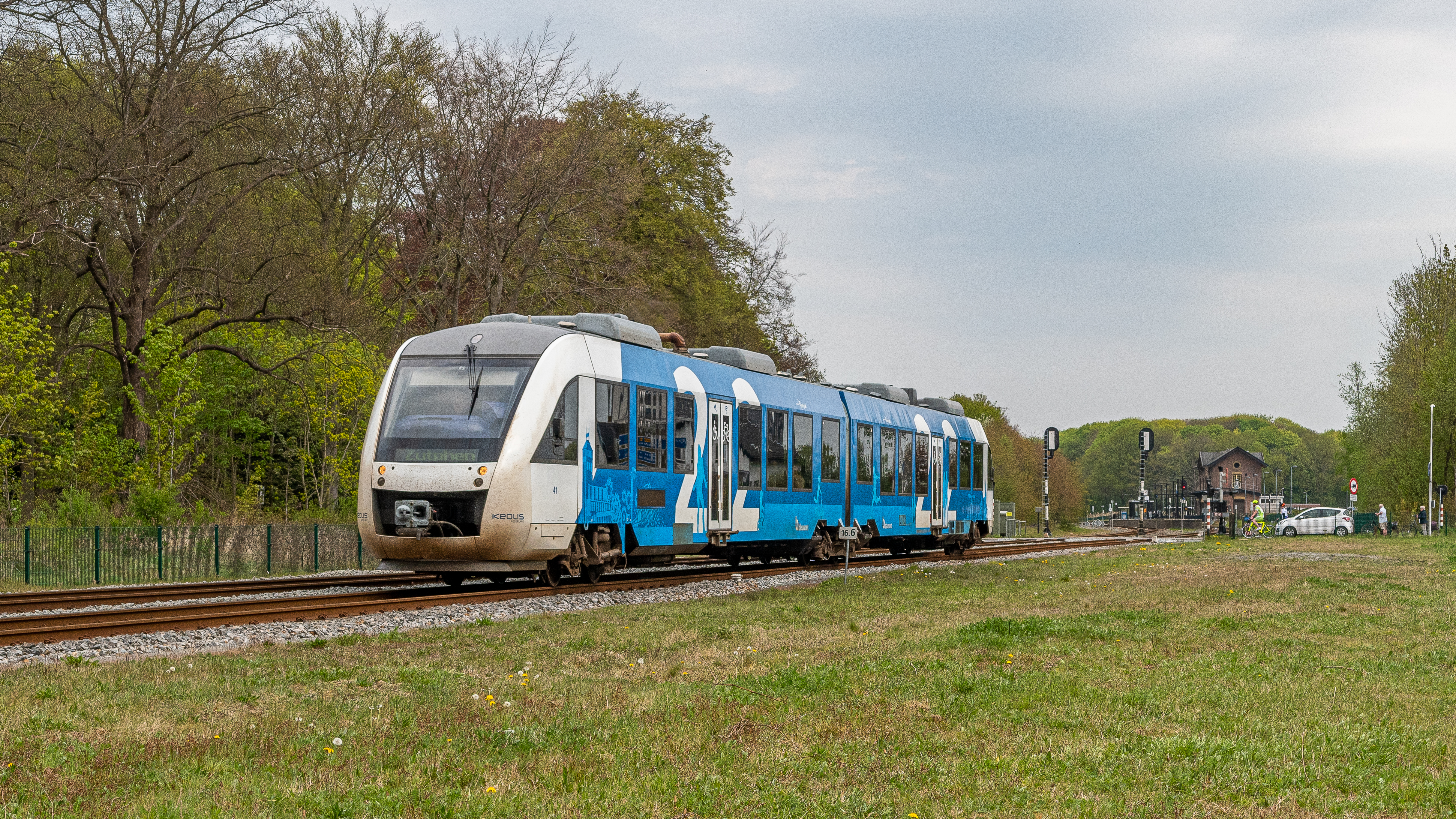
LINT 41
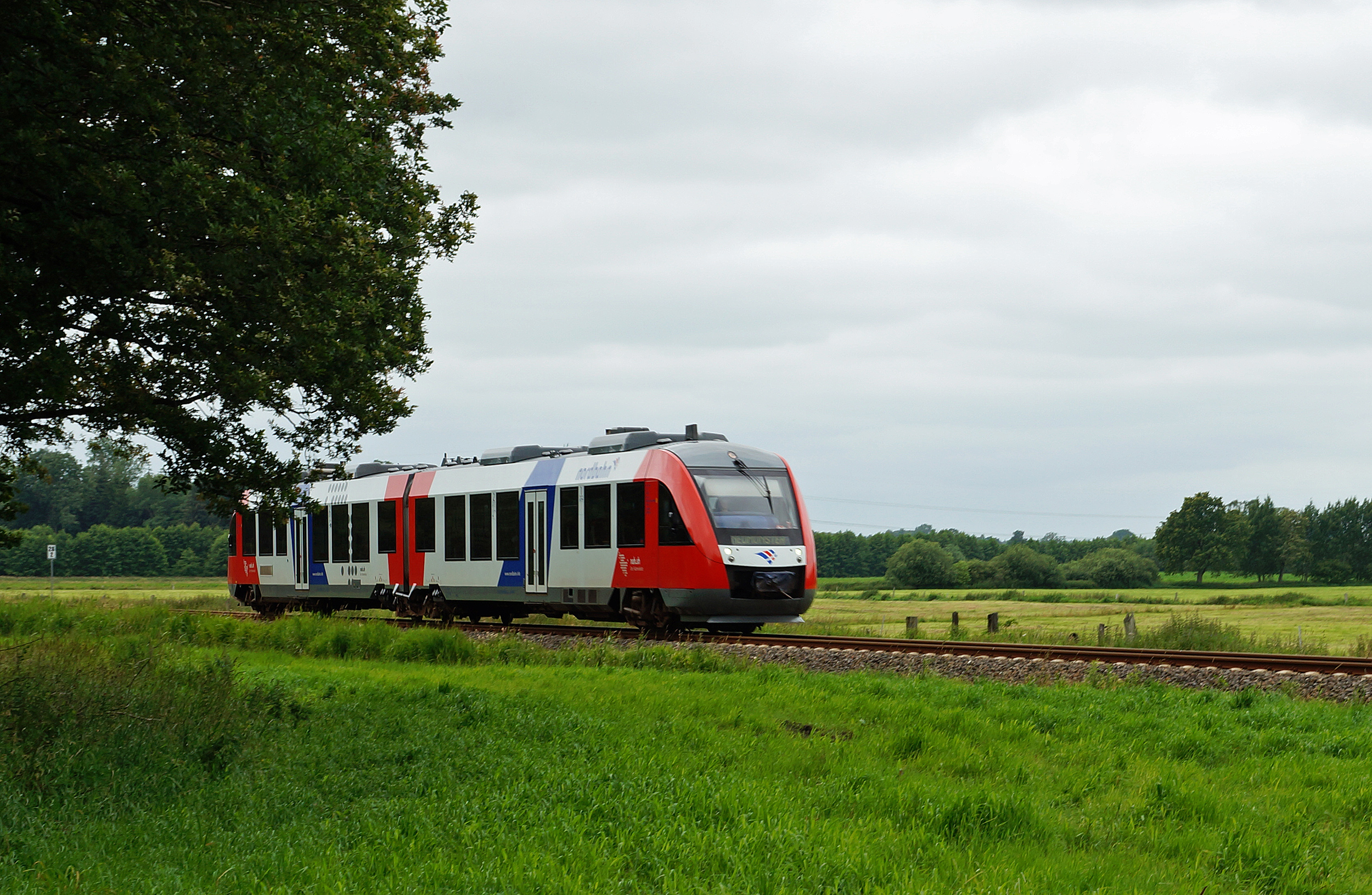
Nordbahn LINT 41
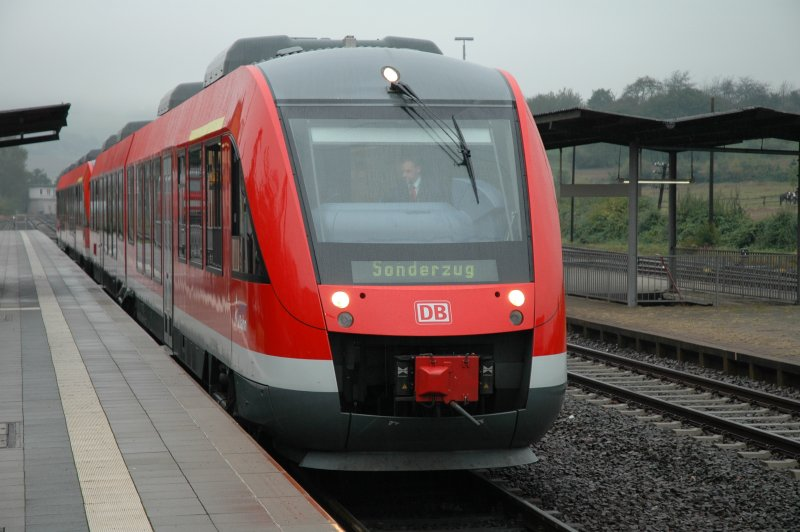
DB LINT 41
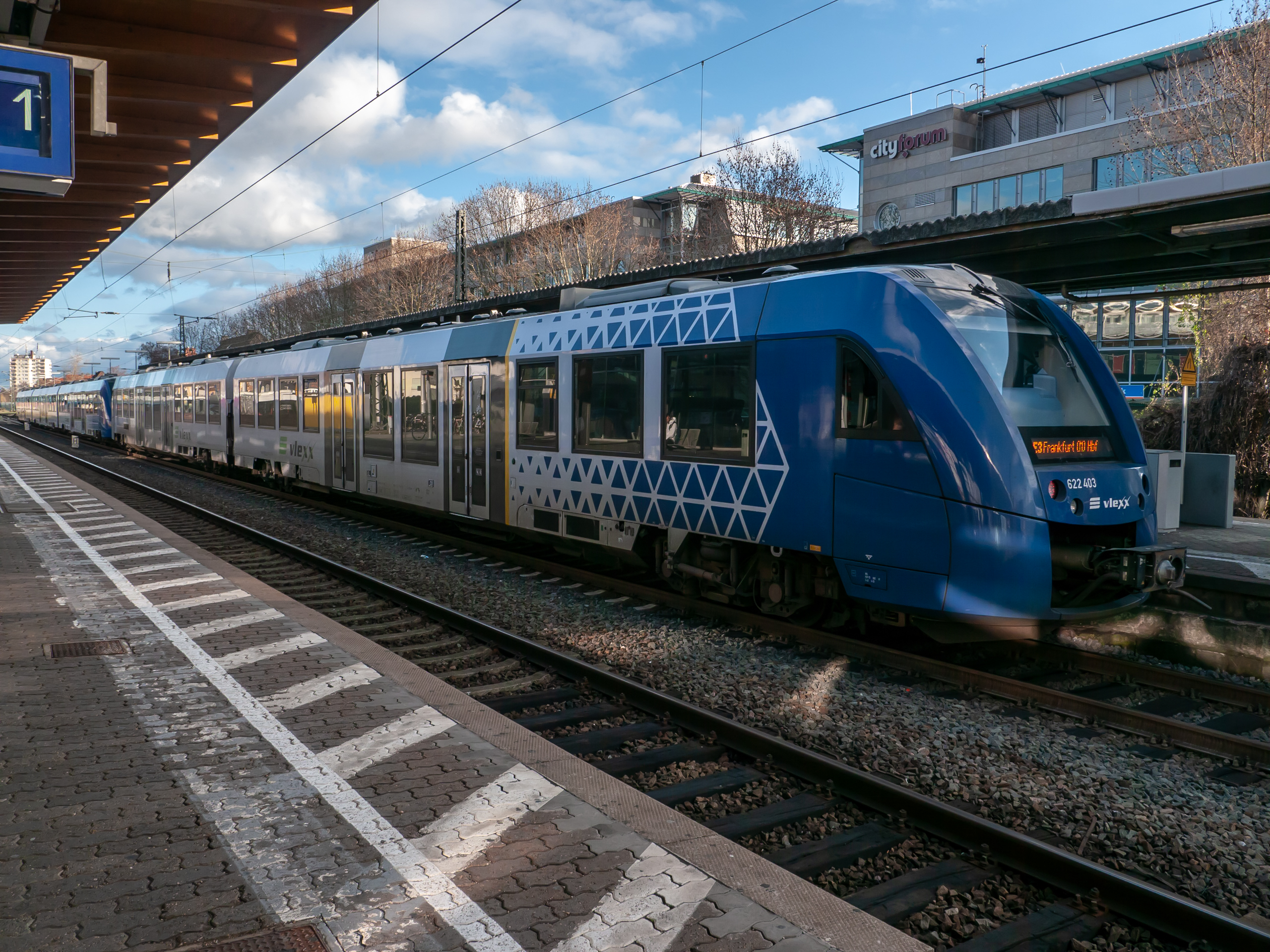
Vlexx LINT 54
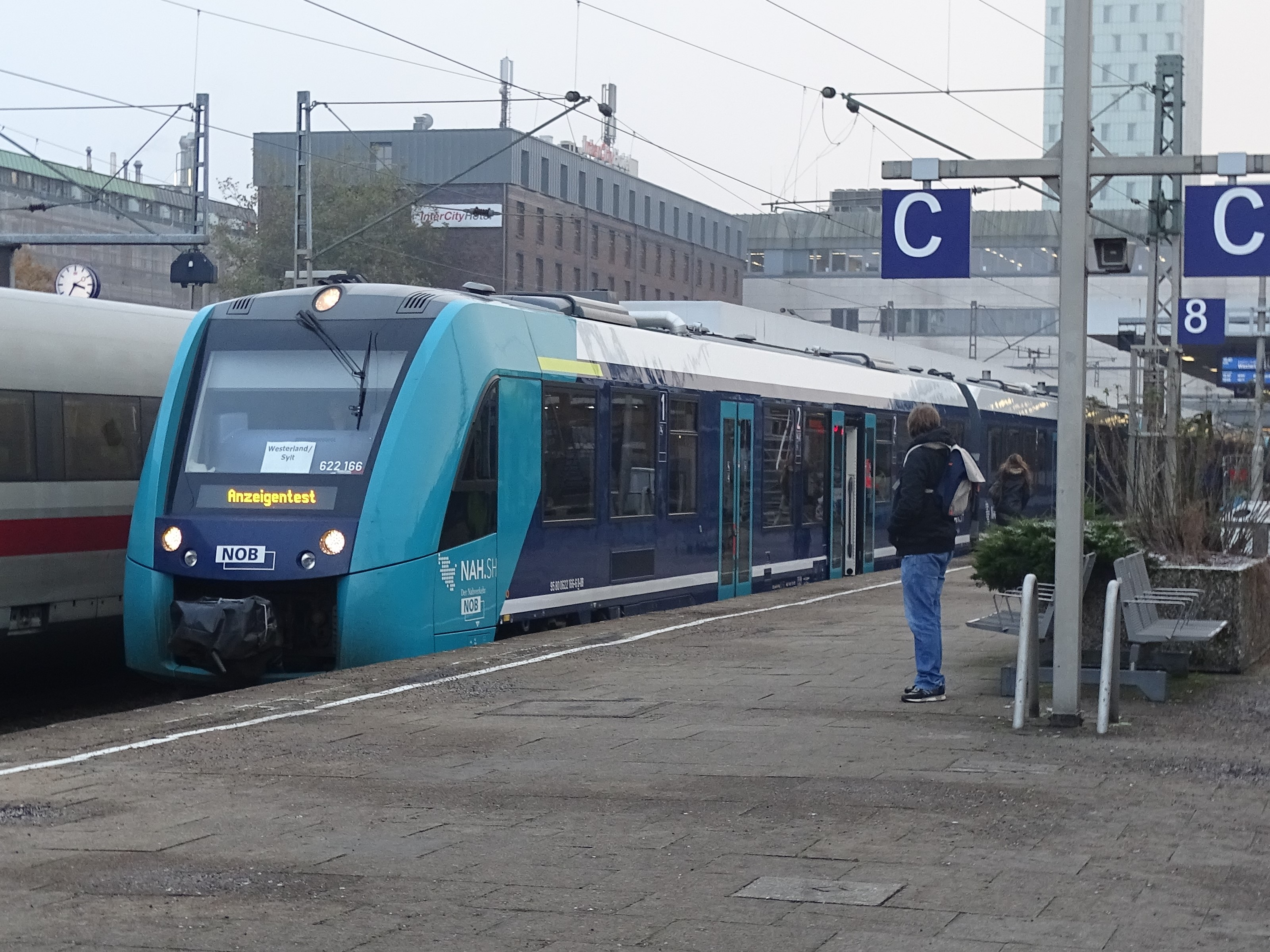
LINT 54
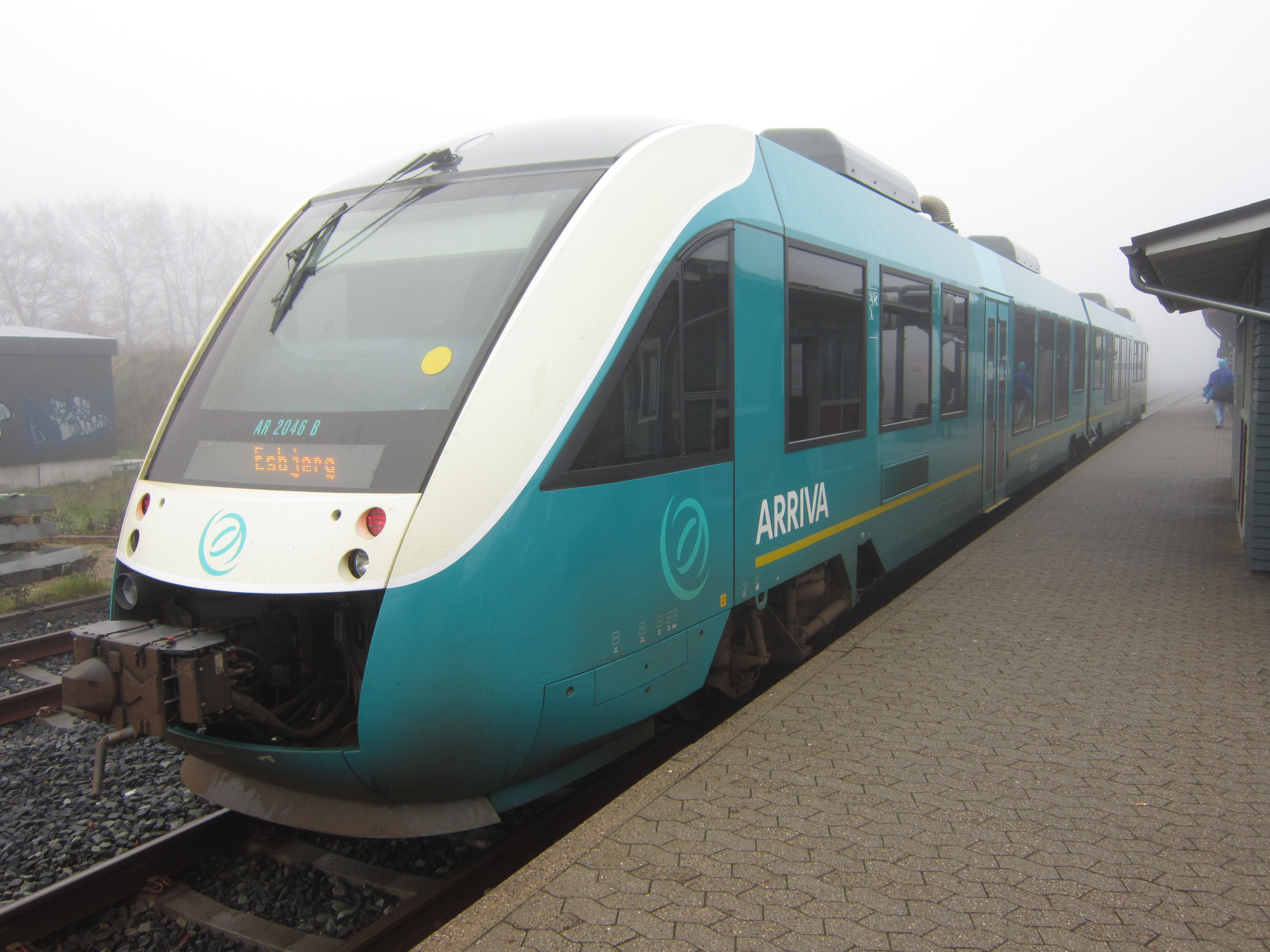
Arriva LINT 41

LINT 41 i LINT 54 se skládají ze dvou článků. Delší jednotka LINT 54 má v každém článku dva páry dveří, kratší LINT 41 pouze jeden. U některých společností jsou do vozů v oblasti dveří nainstalovány automaty na jízdenky. Jednotky v závislosti na datu dodání disponují motory o síle 315 kilowattů, 335 kilowattů nebo 390 kilowattů. LINT 41 je vybaven dvěma motory, LINT 54 dvěma až třemi. Jednotka LINT 41 má 115 míst k sezení, jednotka LINT 54 má 150–180 míst k sezení.
Jednotky jsou provozovány hlavně v severním Německu a Severním Porýní-Vestfálsku.
V Dánsku jsou provozovány společnostmi Arriva (celkem 43 jednotek: 30 dodáno v letech 2004–2005, 11 v letech 2010–11 a 2 v roce 2012), Lokalbanen a Regionstog (celkem 42 jednotek dodáno v letech 2006–2007).
Ve východních provinciích Nizozemska je provozuje společnost Keolis Nederland.
Dále jezdí také v Kanadě. Alstom dodal šest nových jednotek, které jsou provozovány na O-Train Trillium Line v Ottawě. Nové soupravy byly uvedeny do provozu dne 2. března 2015 a nahradily tak předchozí flotilu vozů Bombardier Talent.
V roce 2019 koupil Inlandsbanan ve Švédsku 5 ojetých LINTů 41 z Nizozemska. Byly modernizovány pro použití na delší vzdálenosti a jsou v provozu od roku 2020.

### LINT 81

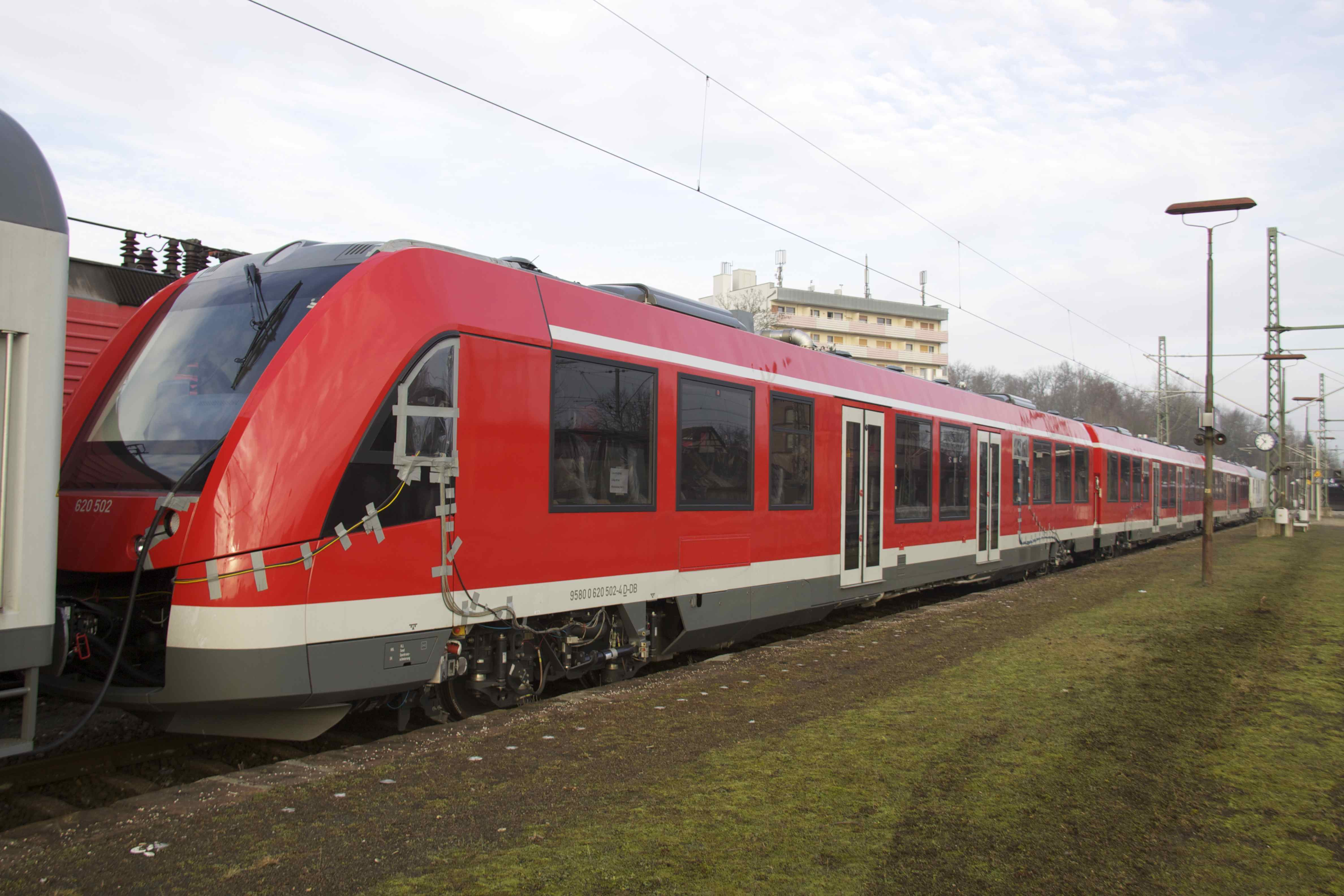
DB LINT 81 před zařazením do provozu
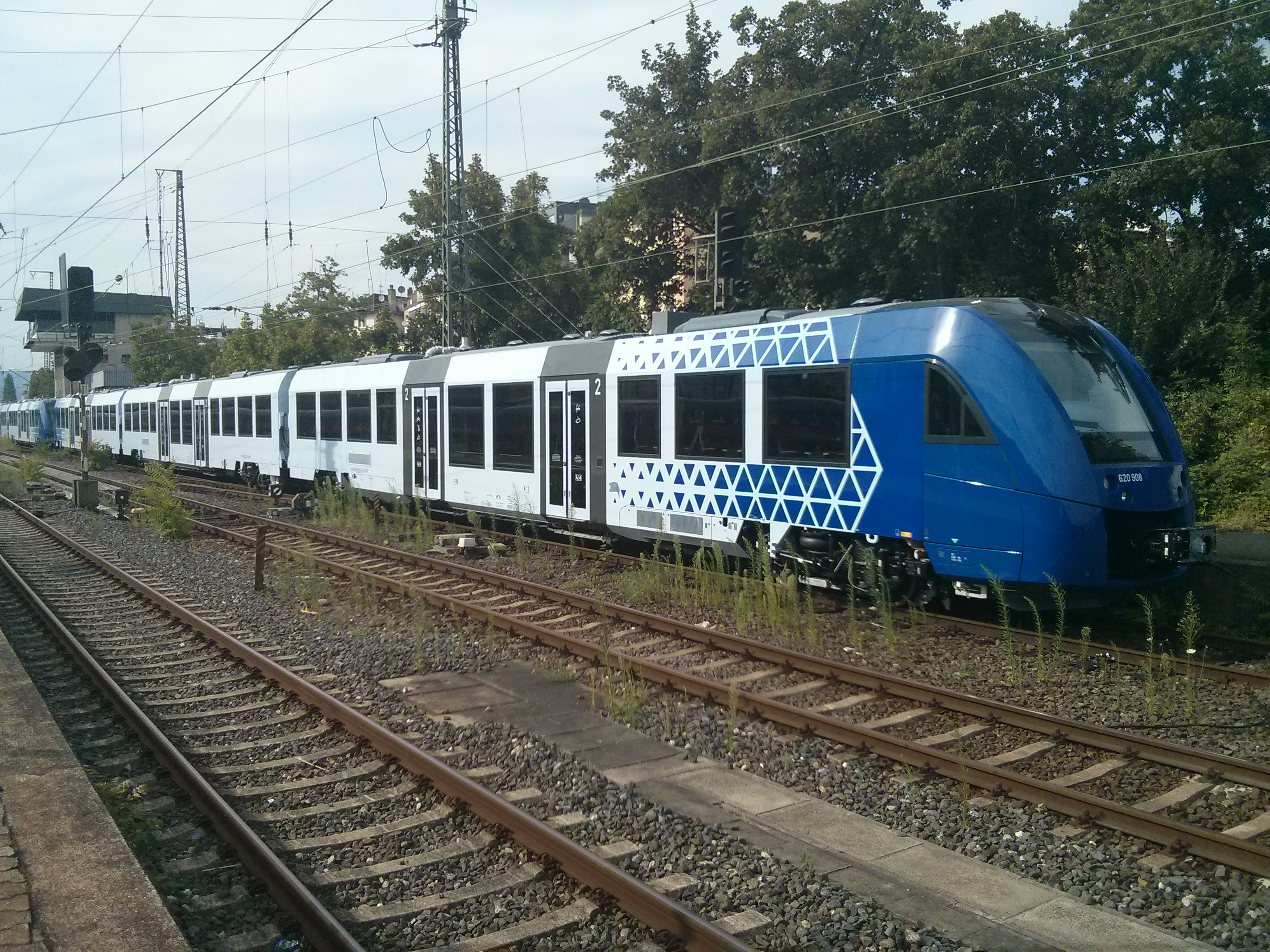
Vlexx LINT 81
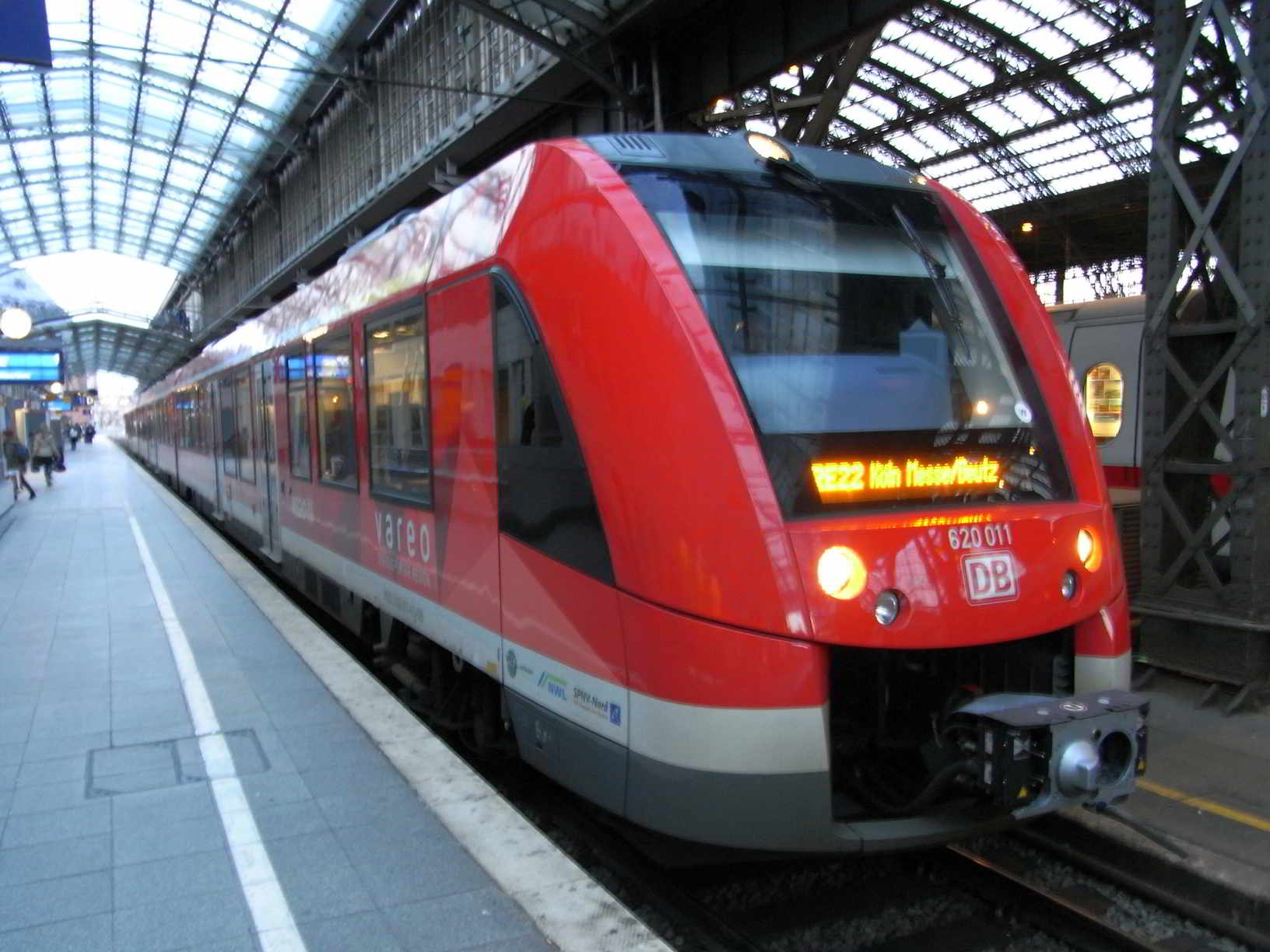
DB LINT 81

LINT 81 je třívozová jednotka,přičemž každý vůz je motorový včetně vloženého,některé soupravy mají 4 motory ,jeden krajní vůz je tedy dvoumotorový.. V září 2012 si společnost Netinera pro provoz v Porýní-Falci objednala 63 vlaků Alstom Coradia LINT. Objednávka zahrnovala 18 jednotek LINT 81 a 45 jednotek LINT 54.

### iLINT
- iLint 654 601 v Krnově, pohledem ze stanoviště strojvedoucího mezi stanicemi Krnov a Opava východ

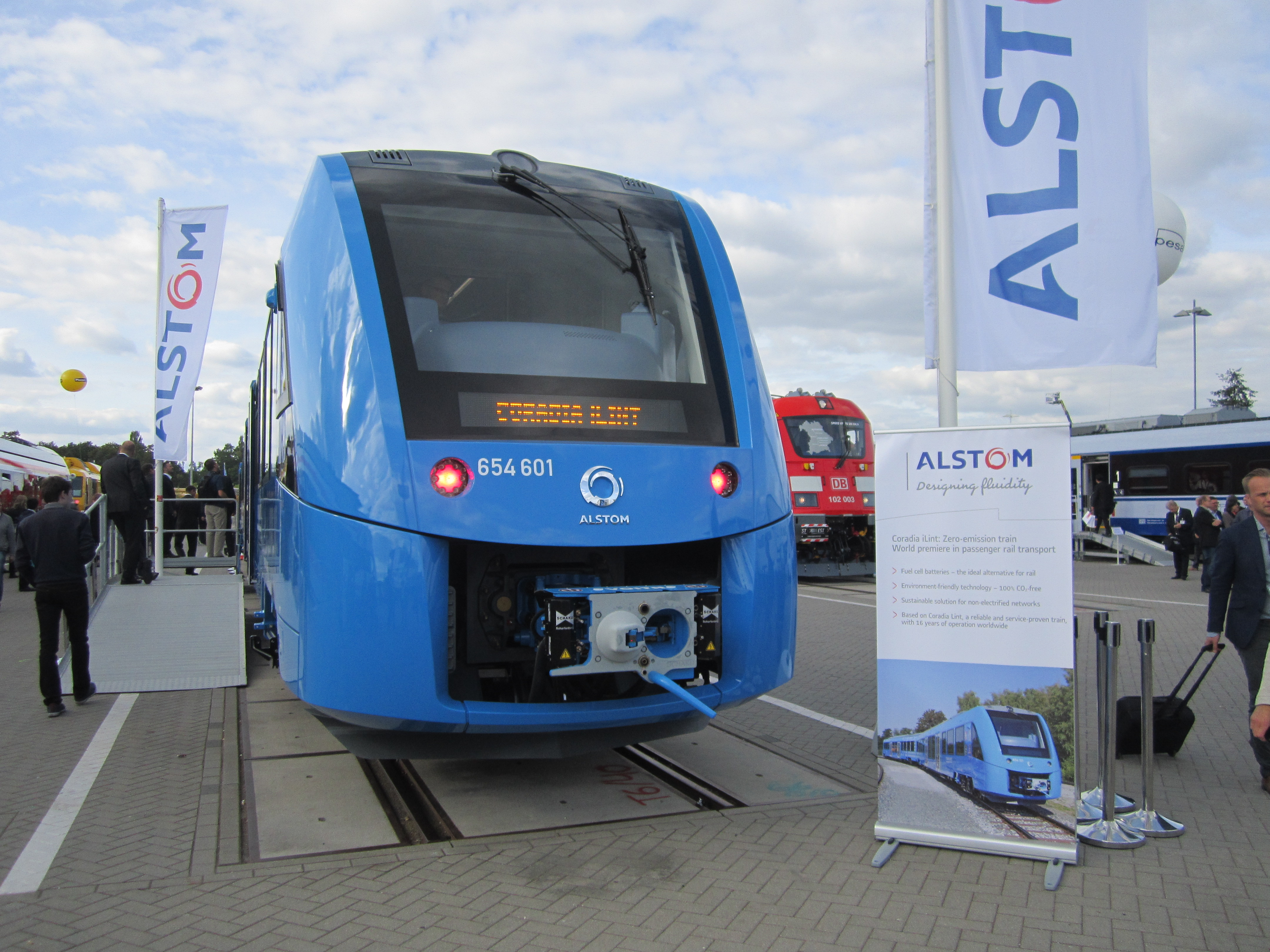
iLINT na veletrhu InnoTrans 2016
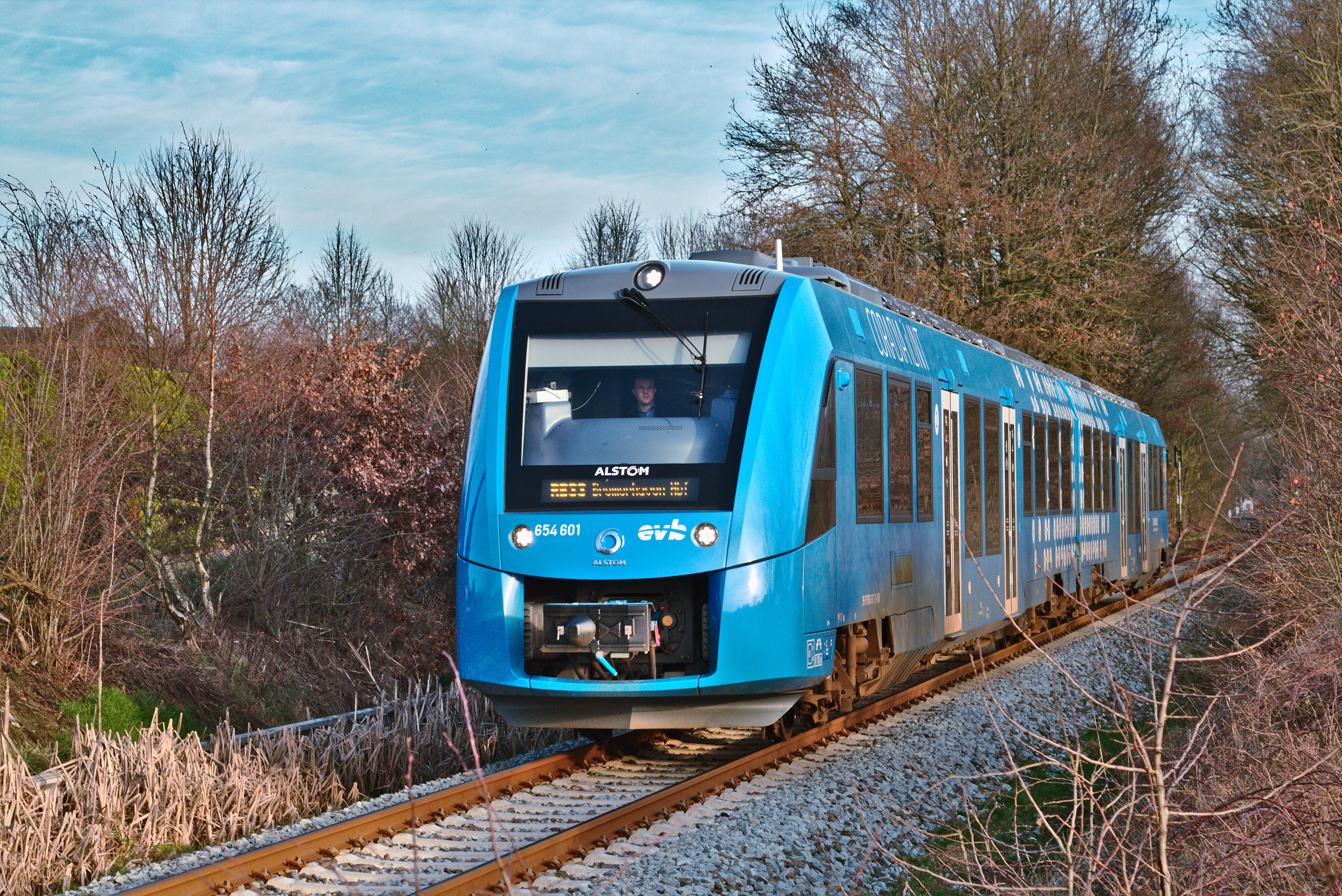
iLINT v běžném provozu
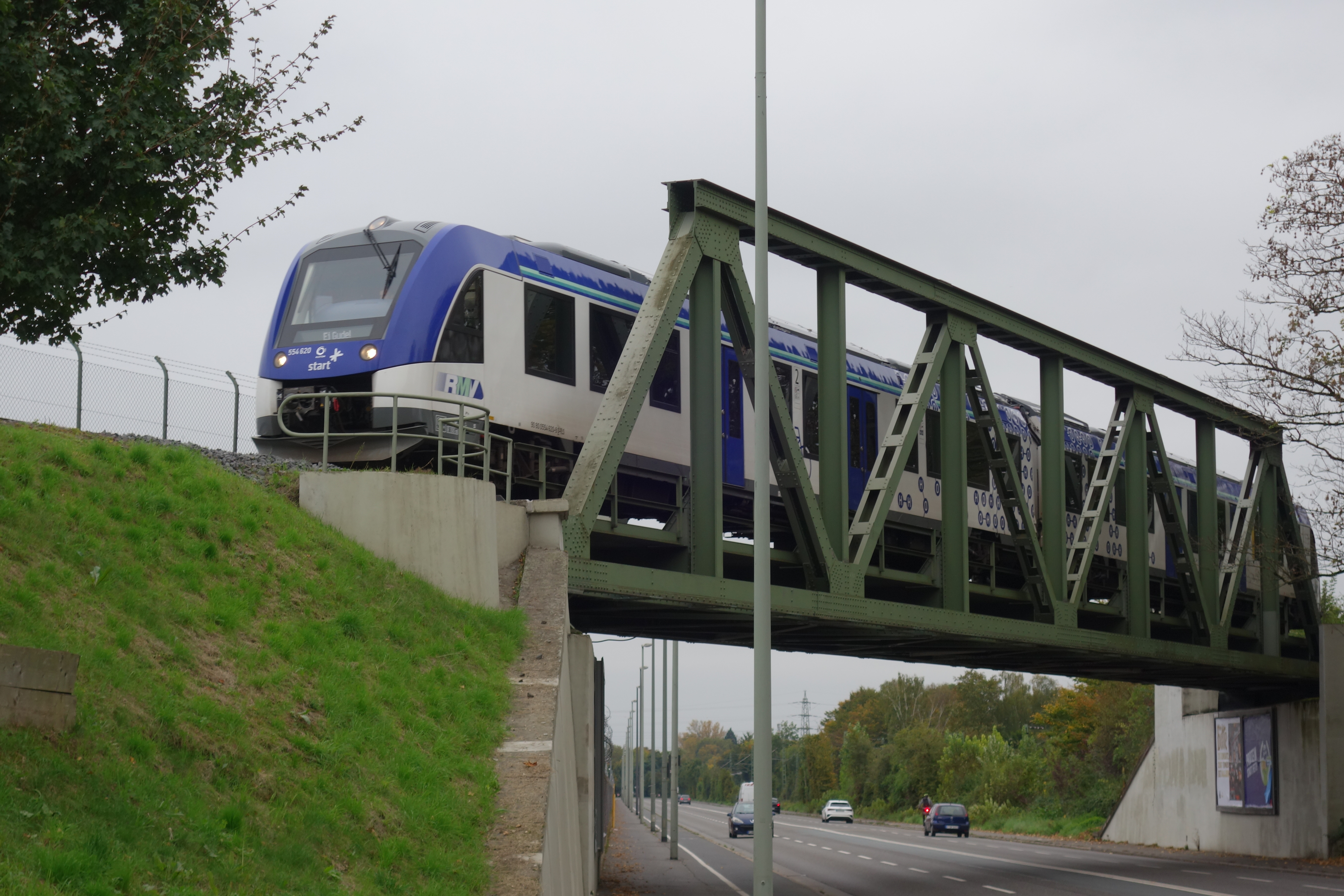
iLint the Regionalverkehre Start Deutschland na cestě k vodíkové čerpací stanici v průmyslovém parku Frankfurt-Höchst

Coradia iLINT je verze modelu Coradia LINT 54 poháněná vodíkovým palivovým článkem. Nový model, který byl představen na veletrhu InnoTrans 2016, je první sériově vyráběnou vodíkovou soupravou na světě. Coradia iLINT je schopná dosáhnout rychlosti až 140 kilometrů za hodinu a ujet 600–800 kilometrů na jednu nádrž vodíku. Vyrábí se v závodě Alstom v Salzgitteru. V březnu 2017 zahájila první jednotka zkušební jízdy rychlostí 80 km/h. 16. září 2018 vstoupila do provozu první Coradia iLINT na lince Buxtehude – Bremervörde – Bremerhaven – Cuxhaven v Dolním Sasku v Německu. Jednotky jsou prozatím tankovány z mobilní vodíkové plnicí stanice, ale do roku 2021 měla být hotová nová plnicí stanice, společně s 14 a více vlakovými soupravami.
V roce 2019 objednal Rhein-Main-Verkehrsverbund, dopravní systém obsluhující Frankfurtský region, více než 27 jednotek iLINT, které mají být dodány do prosince 2022. Každá souprava bude mít 160 míst. Jednotky nahradí dieselové soupravy, které v současnosti jezdí na linkách RB11 Frankfurt-Höchst – Bad Soden, RB12 Frankfurt – Königstein, RB15 Frankfurt – Bad Homburg – Brandoberndorf a RB16 Friedrichsdorf – Friedberg.

## Galerie

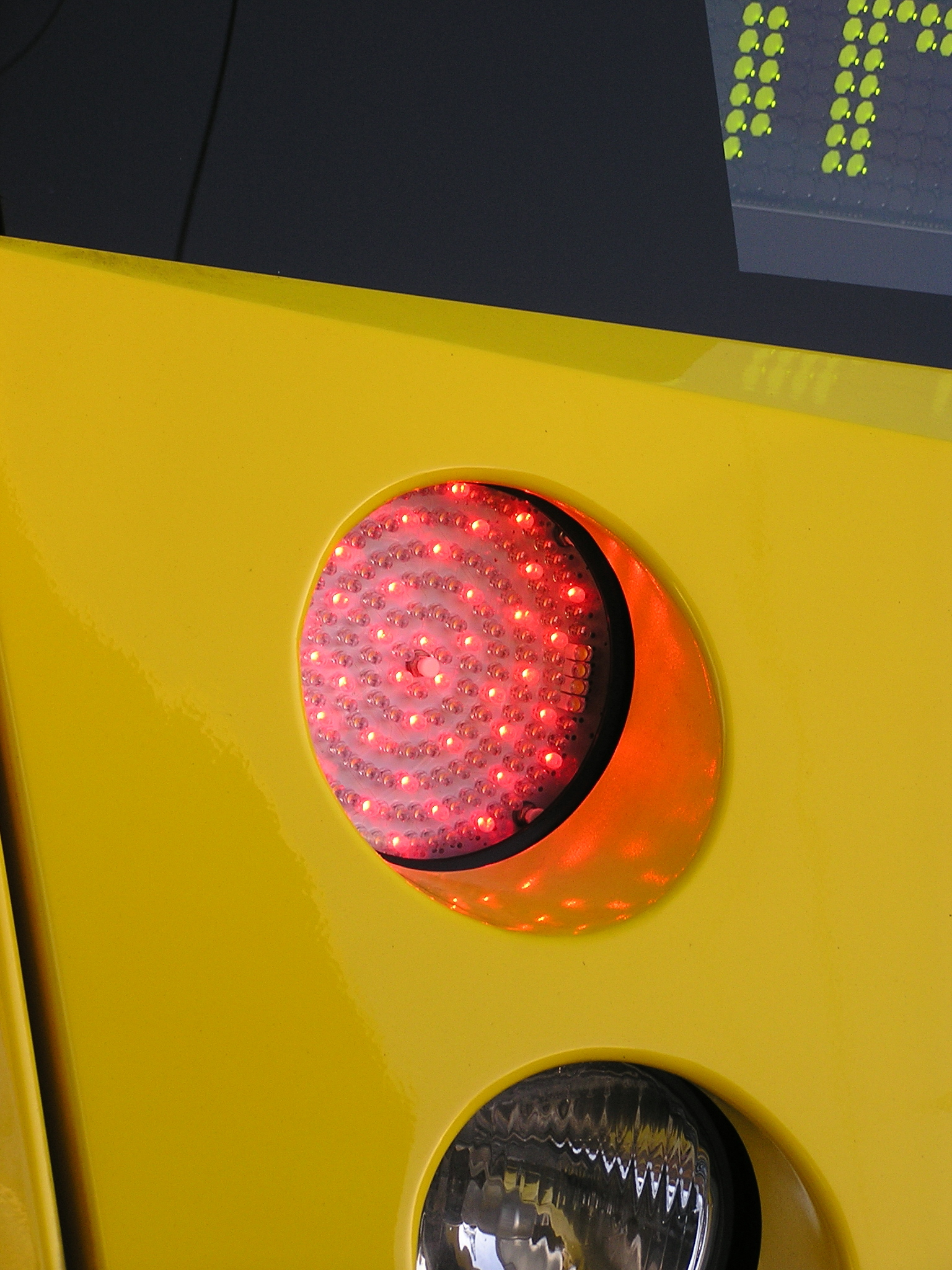
LED světla
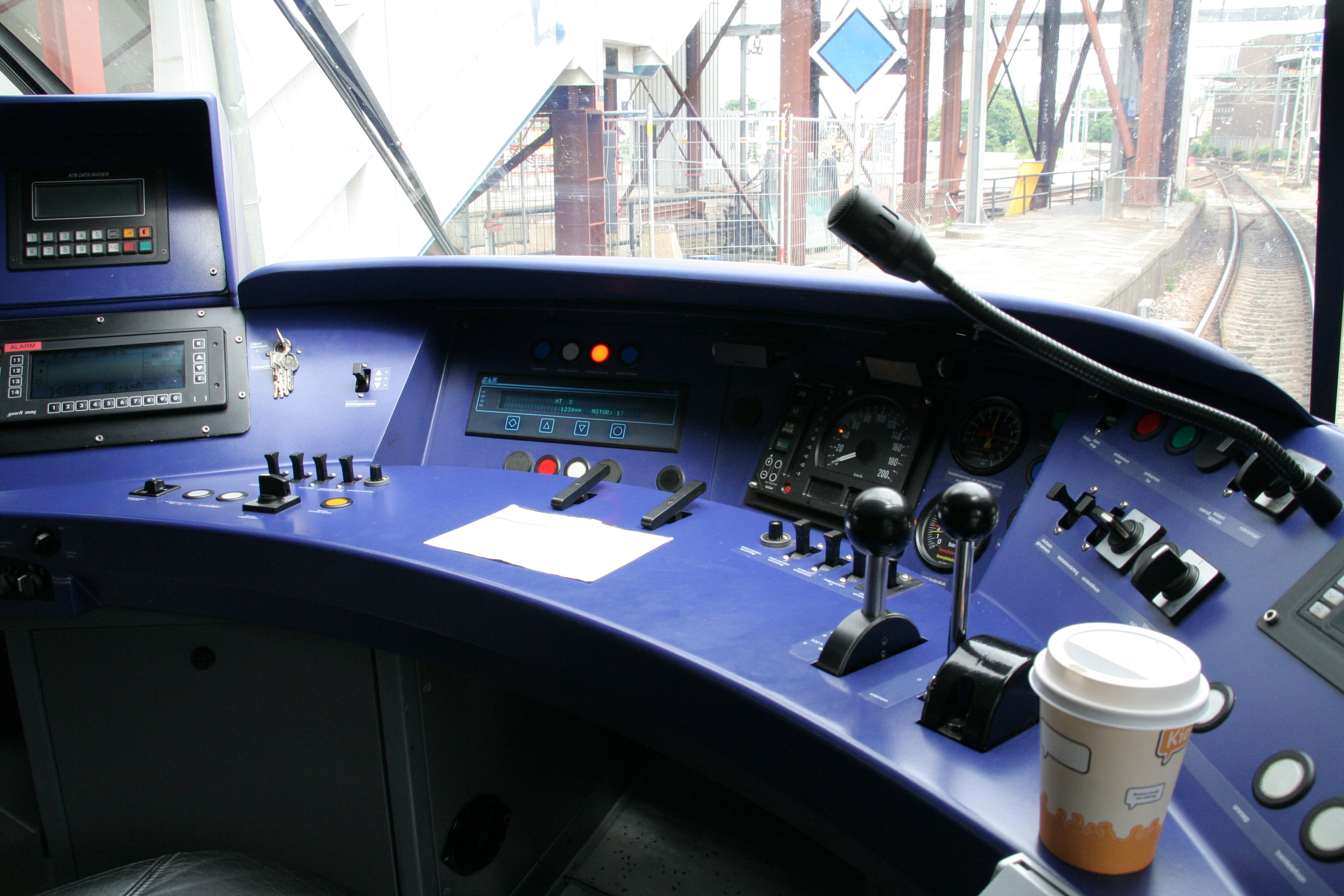
Kabina strojvedoucího
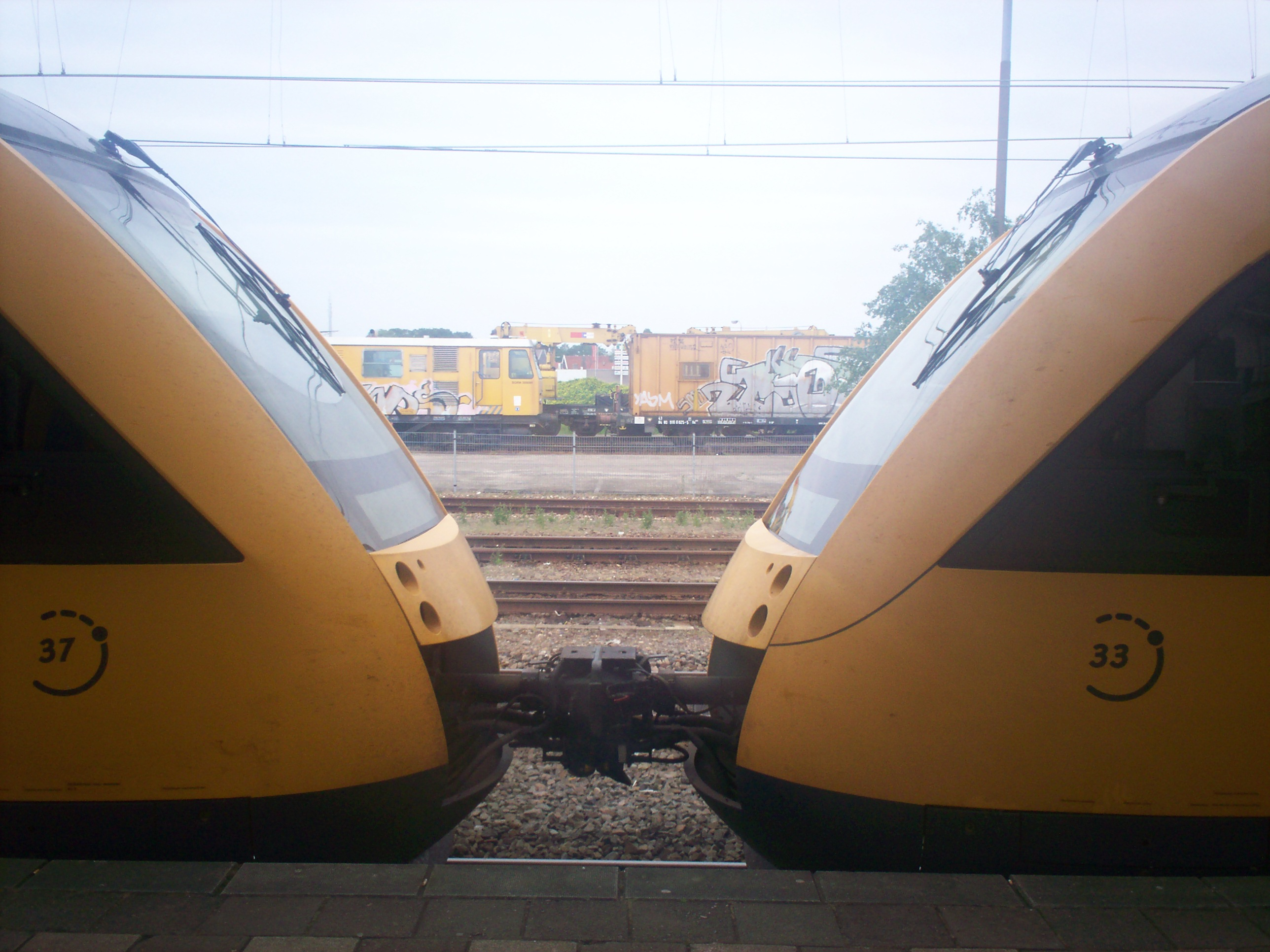
Spojené LINTy
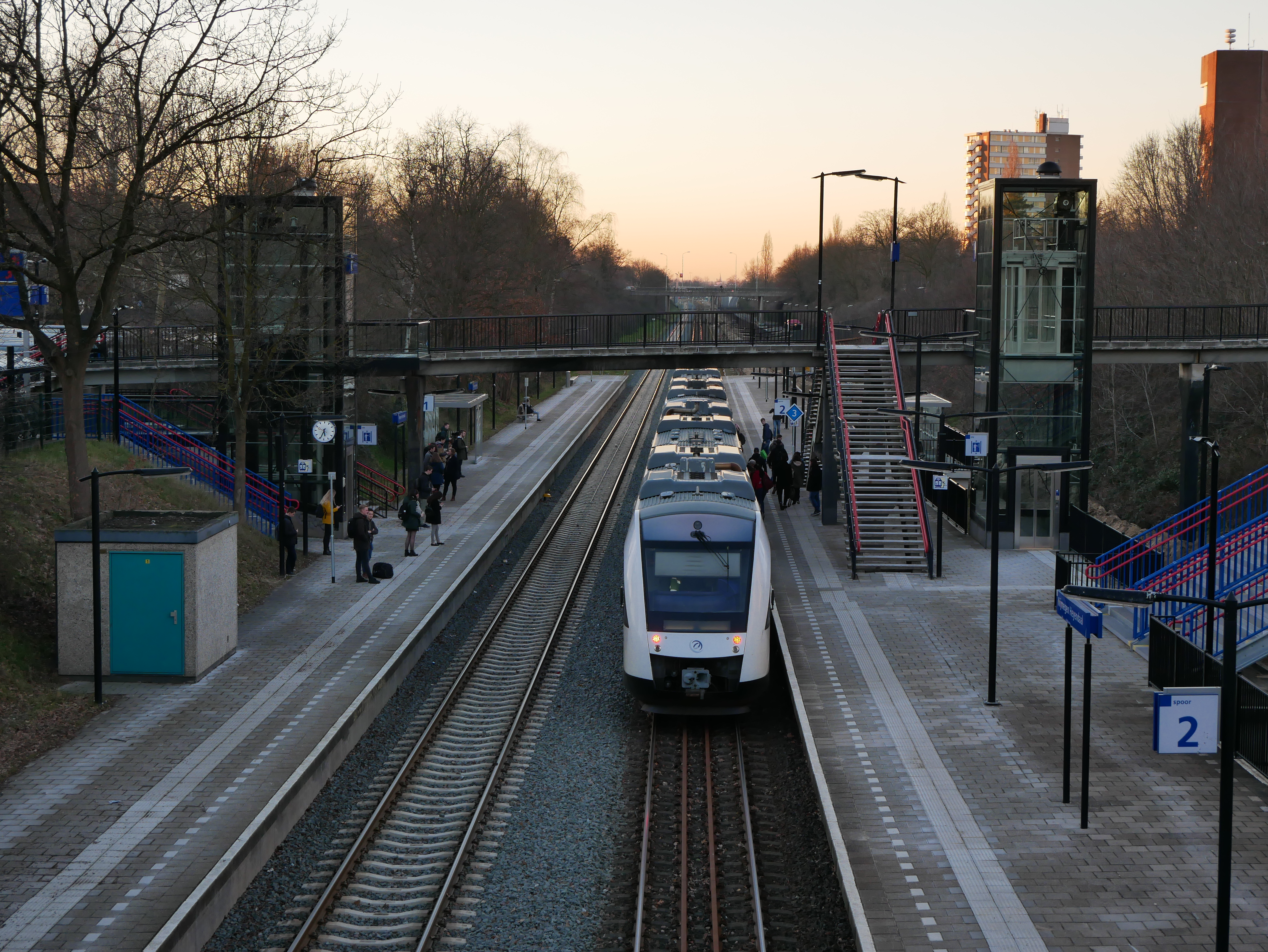
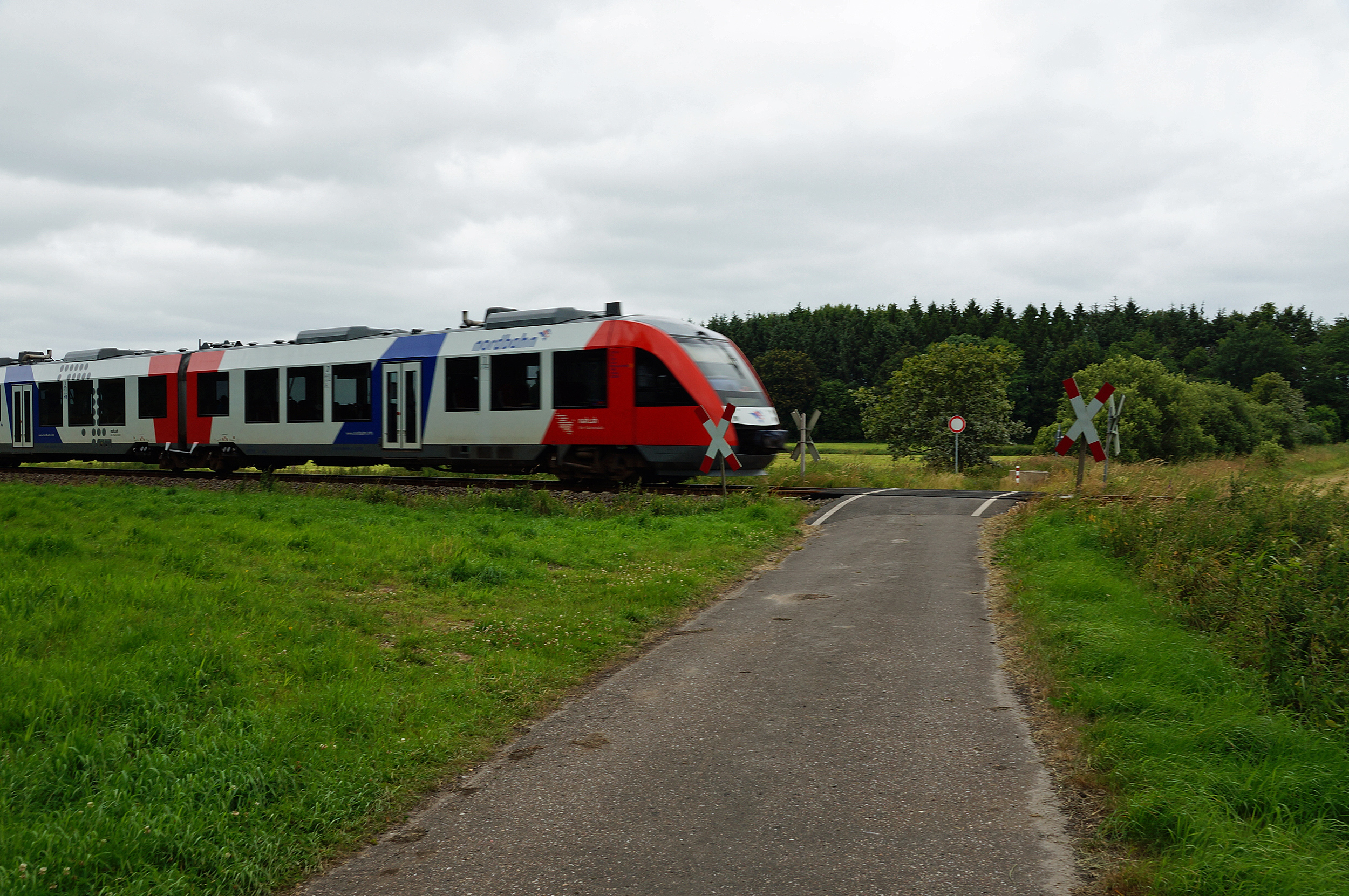
LINT společnosti Nordbahn
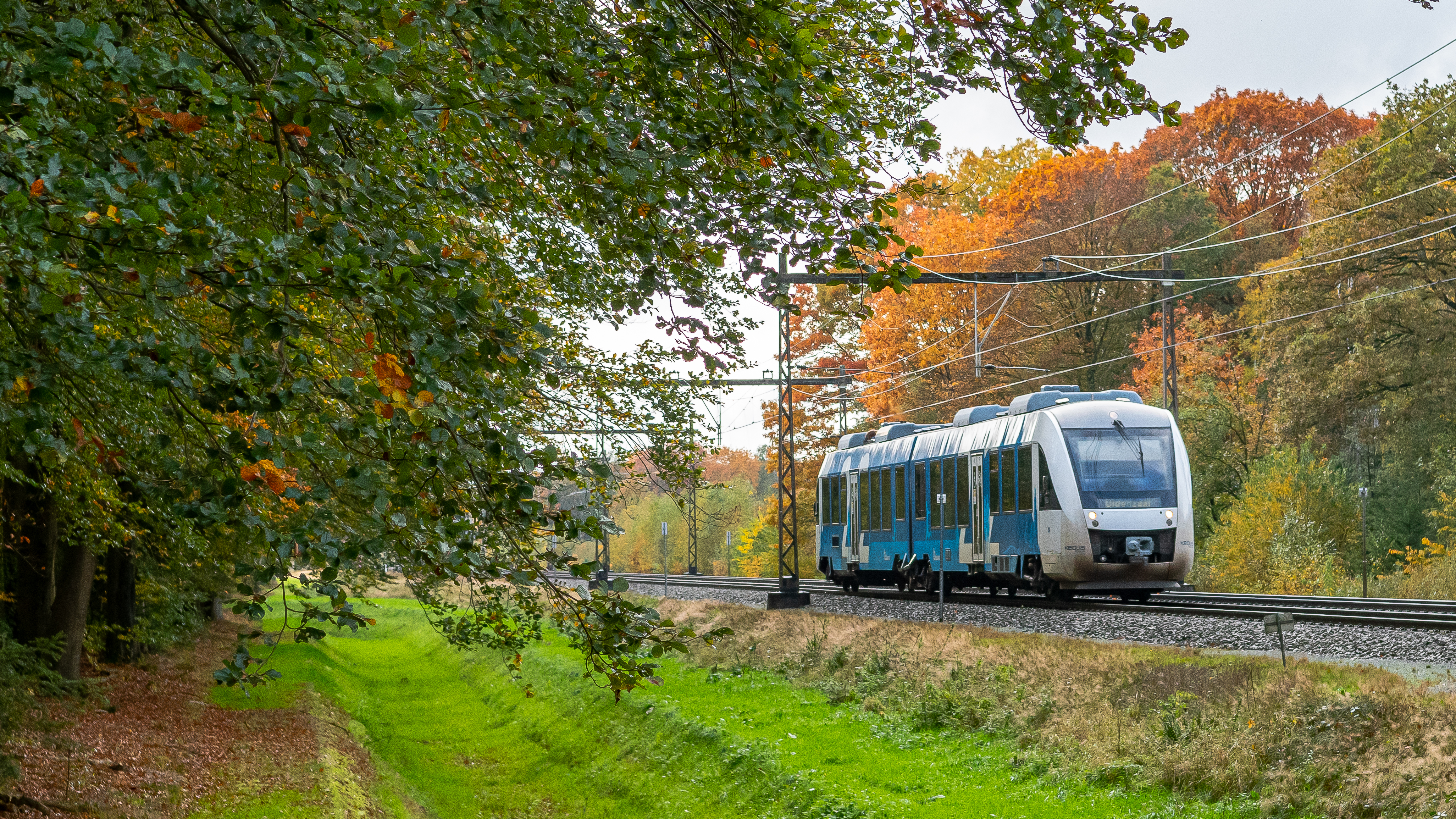
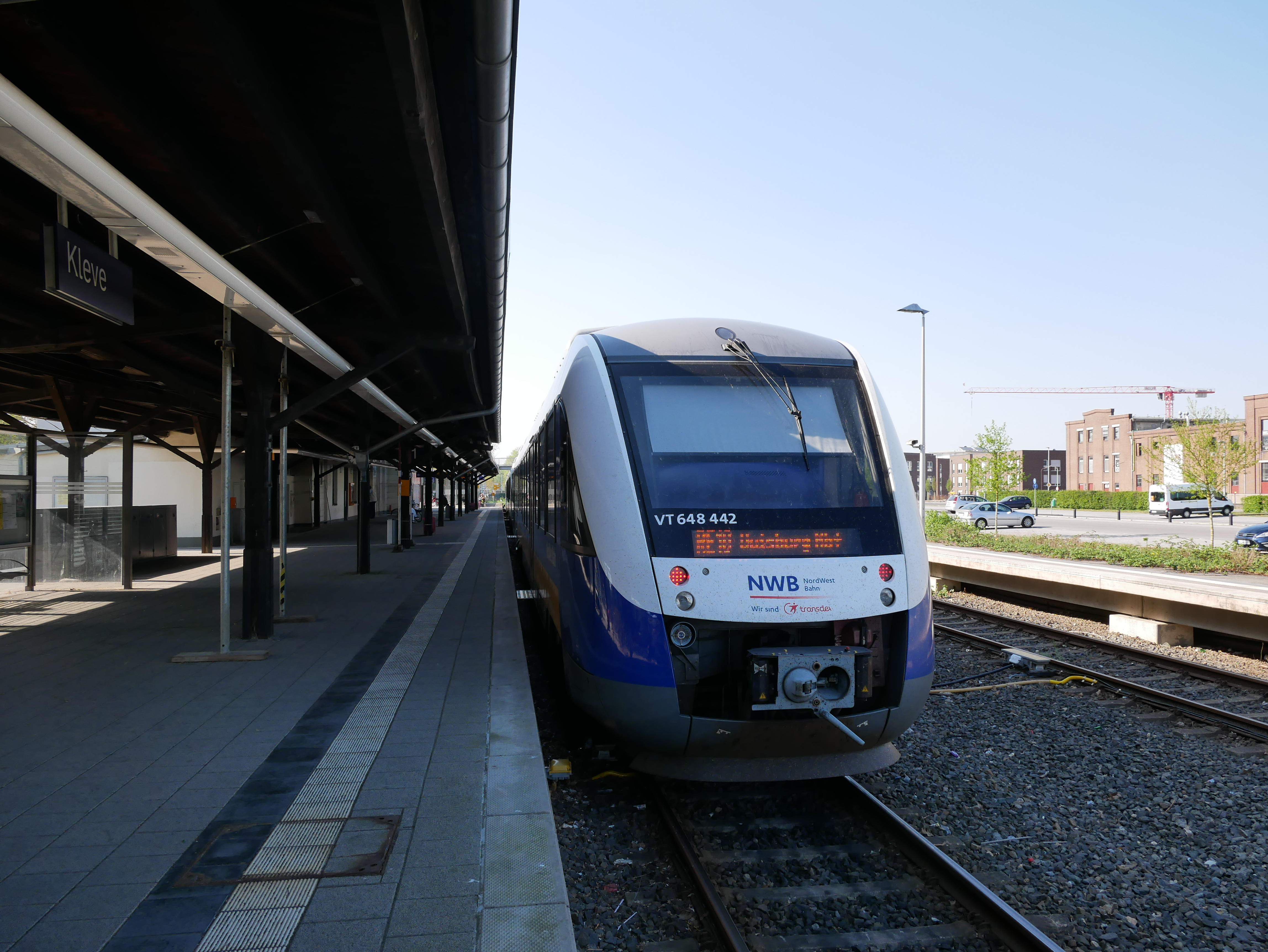
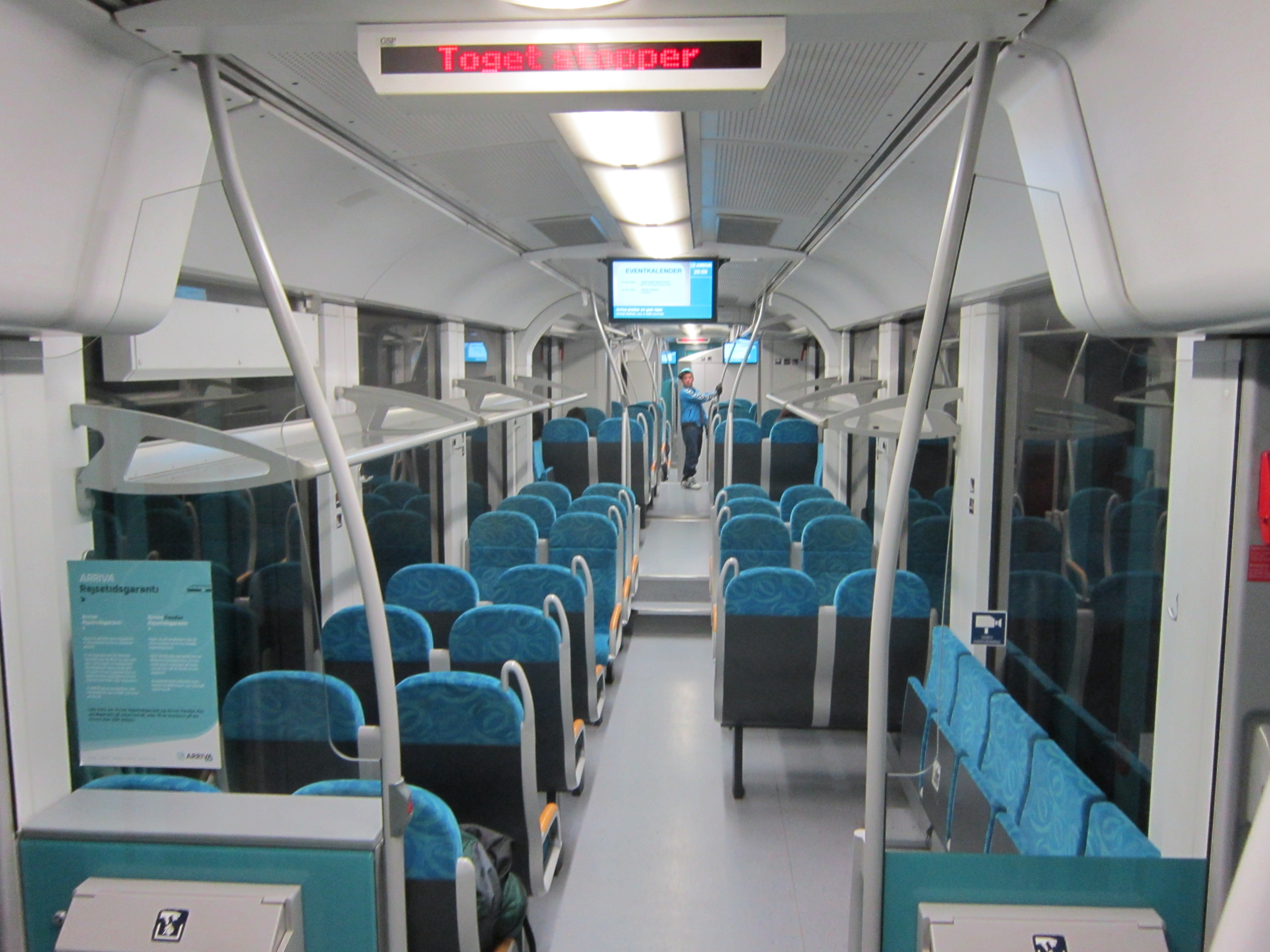
Interiér
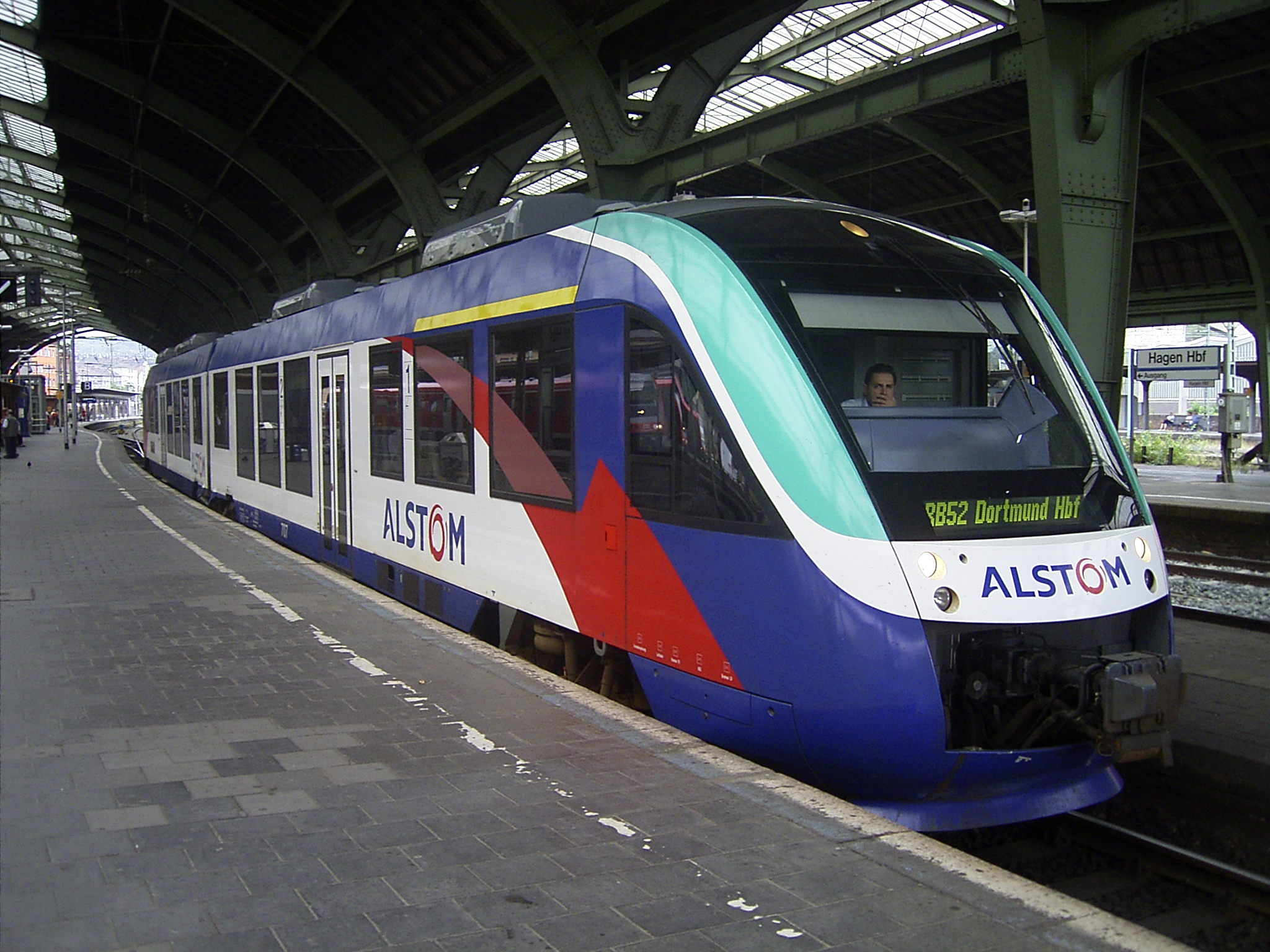
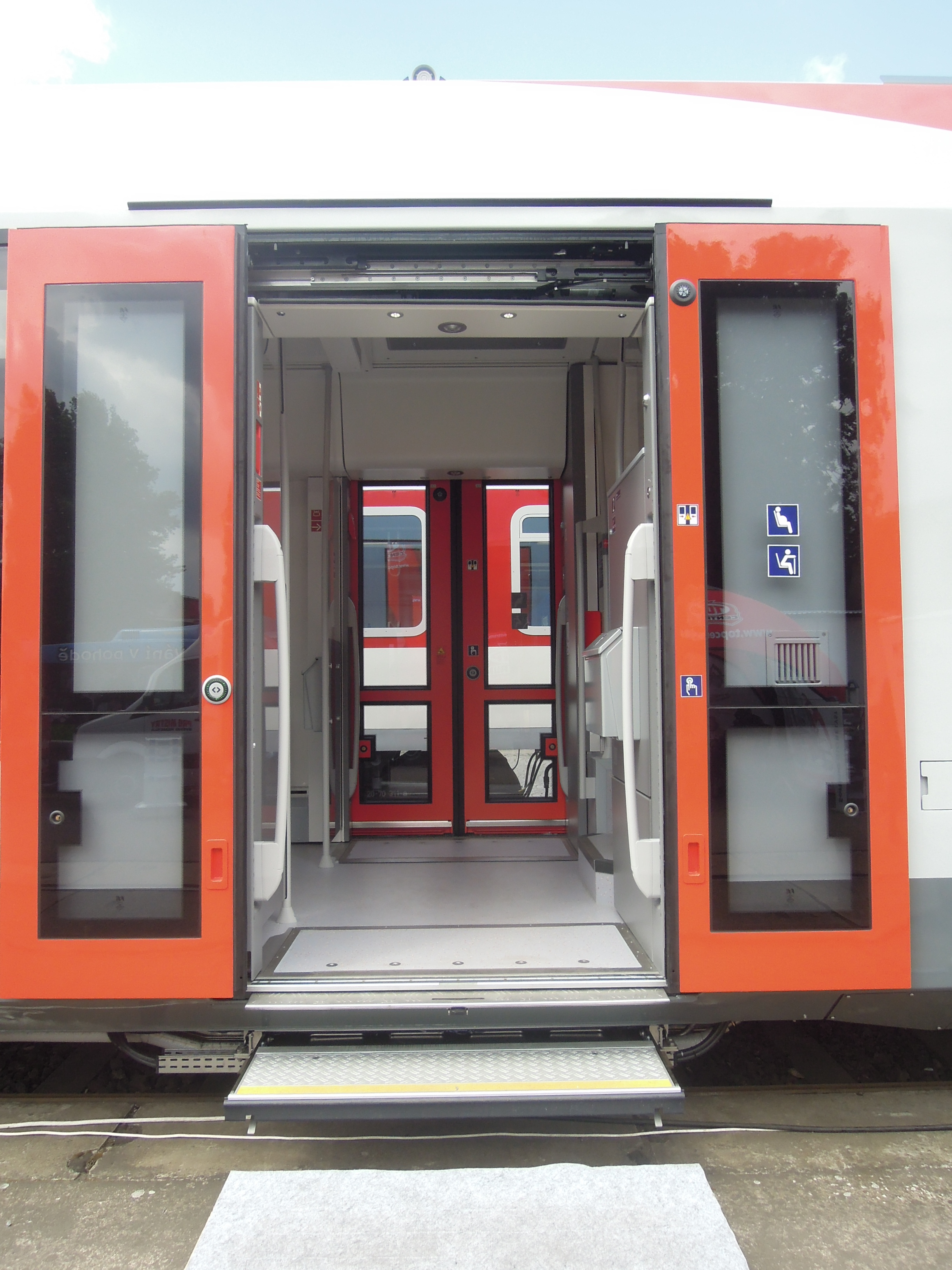
Dveře
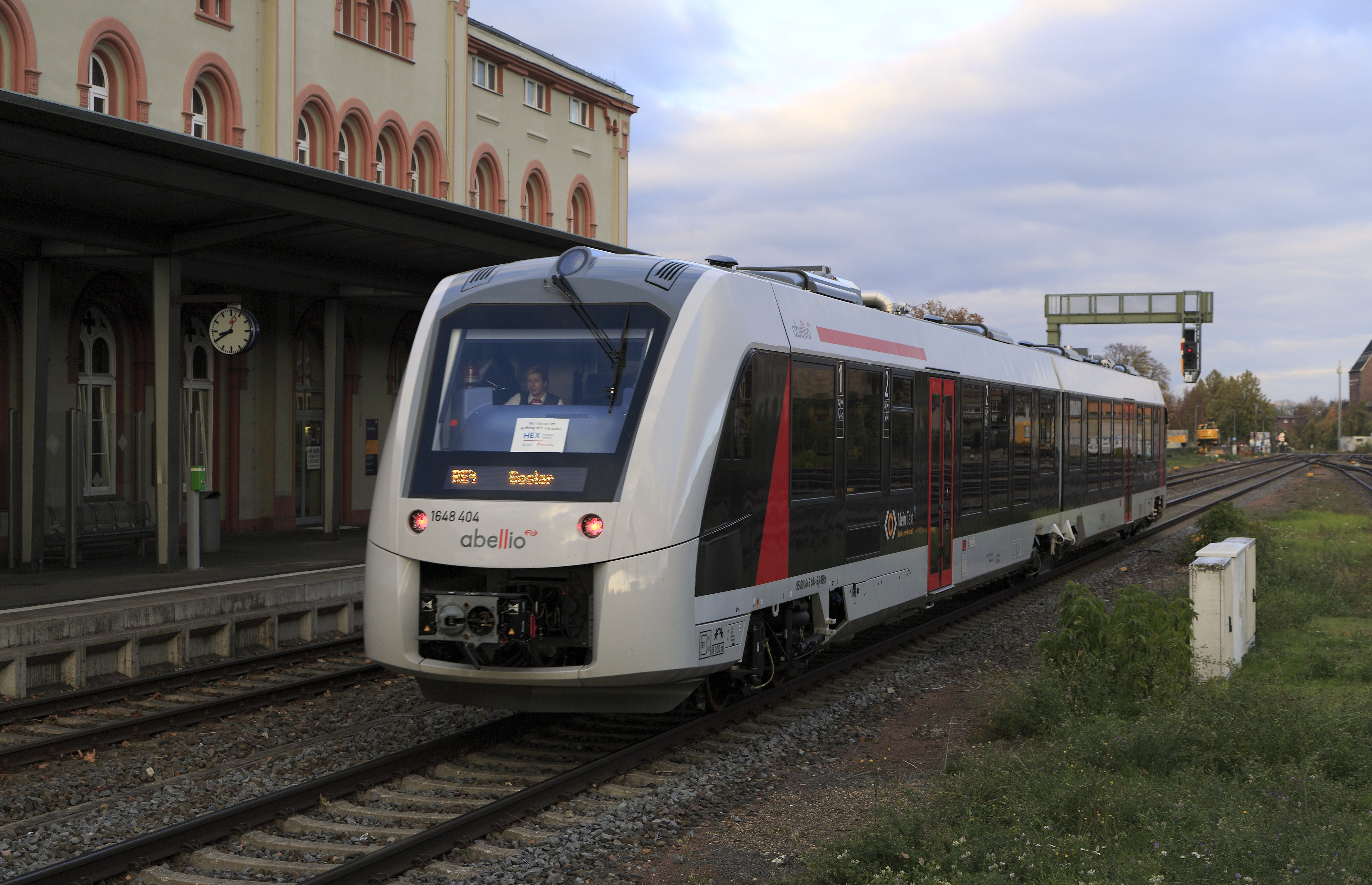
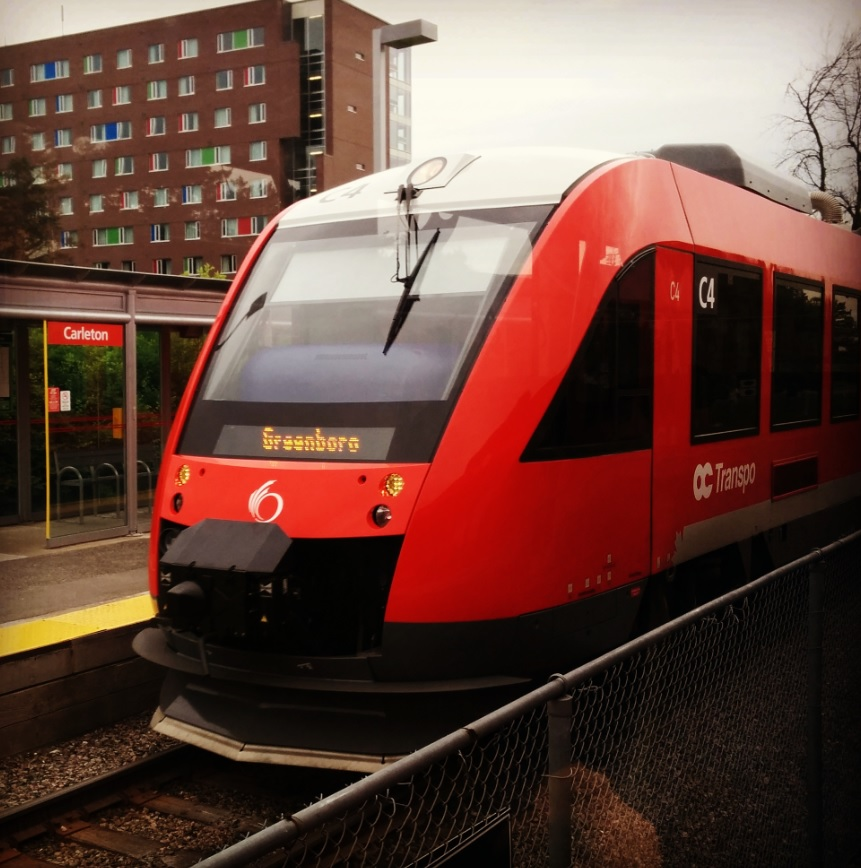
O-TRAIN Ottawa
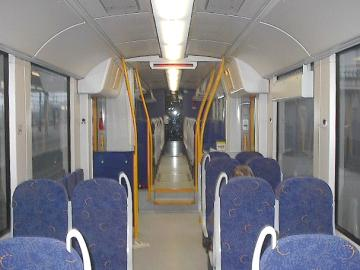
Interiér
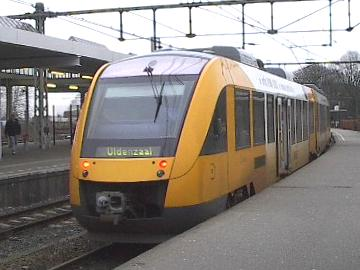